# Rosal liana

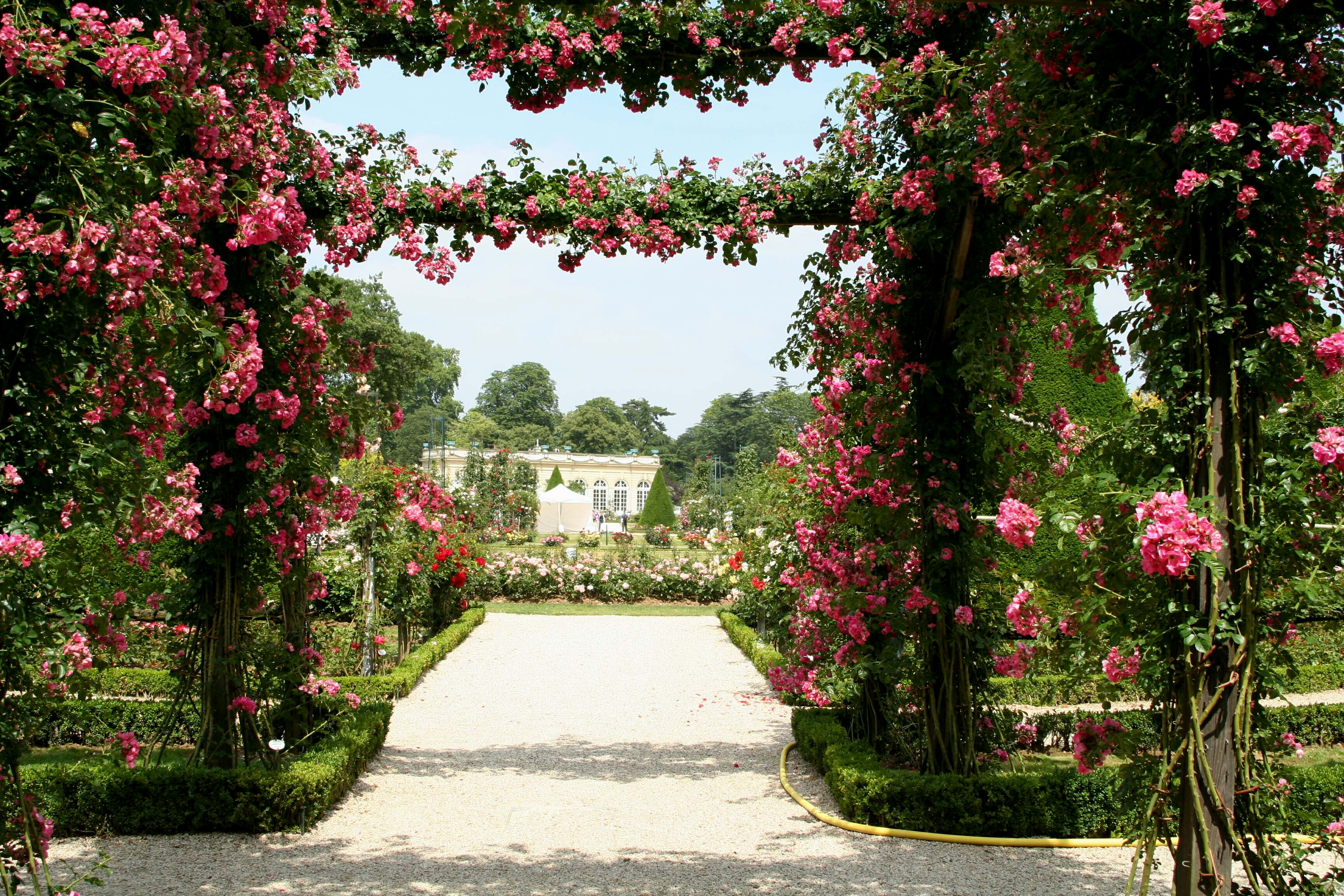
El rosal liana 'American Pillar' sobre una pérgola en la roseraie de Bagatelle en París.

Los rosales lianas también denominados como rosales escaladores, o rosales rampantes o como la expresión más utilizada en las nuevas variedades de rosas modernas de jardín de rosales trepadores constituyen un conjunto de especies de rosales que poseen tallos sarmentosos, flexibles y largos de varios metros, desconocidos en las formas normales llamadas "arbusto". Unidas por esta característica por sí sola, no constituyen una clase homogénea de rosas: hay tantas especies botánicas diferentes, con un punto de contacto a menudo más cercano a las zarzas, que a los rosales denominados antiguos, arbustos y también nuevas variedades de rosas modernas de formas « trepadoras ».

## Descripción
Los rosales, son plantas del género Rosa, son arbustos o pequeñas plantas arbustivas con tallos espinosos rectos. Algunos denominados de escalada, alcanzan de tres a seis metros de altura y más. La Rosa ×odorata nothovar. gigantea puede alcanzar hasta 15 metros de altura en su área de distribución natural, en Birmania (pero a solo 10 metros cuando se cultiva en climas templados).
Los rosales trepadores, a diferencia de las plantas realmente escaladoras, no tienen ni zarcillos ni ventosas capaces de aferrarse a sus soportes. En la naturaleza, se elevan en el dosel de los árboles a los que se aferran gracias a sus espinas. En el cultivo es necesario proporcionar soportes, columnas, arcos, pérgolas, árboles, tutores, vallas etc. e ir guiándolos.

## Clasificación
Existían varios tipos de clasificación de las rosas, por género botánico adecuados para las rosas botánicas, pero que es poco práctico para las nuevas variedades de híbridos, por las características botánicas de las flores u otras especificaciones, por cronología y muchos otros.
En 1971, la Federación mundial de las sociedades de la rosa (World Federation of Rose Societies) ha reclasificado las rosas antiguas y modernas en grupos definidos por su porte y se divide en primer lugar entre ser Trepador y, no Trepador por sus posibles usos en los jardines.

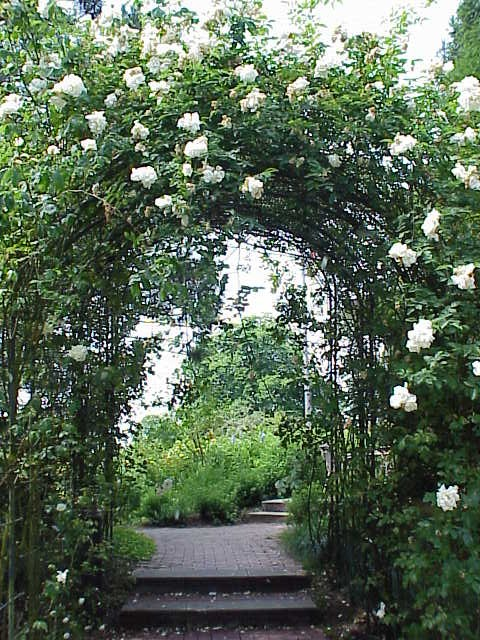
Rosal trepador sobre arco

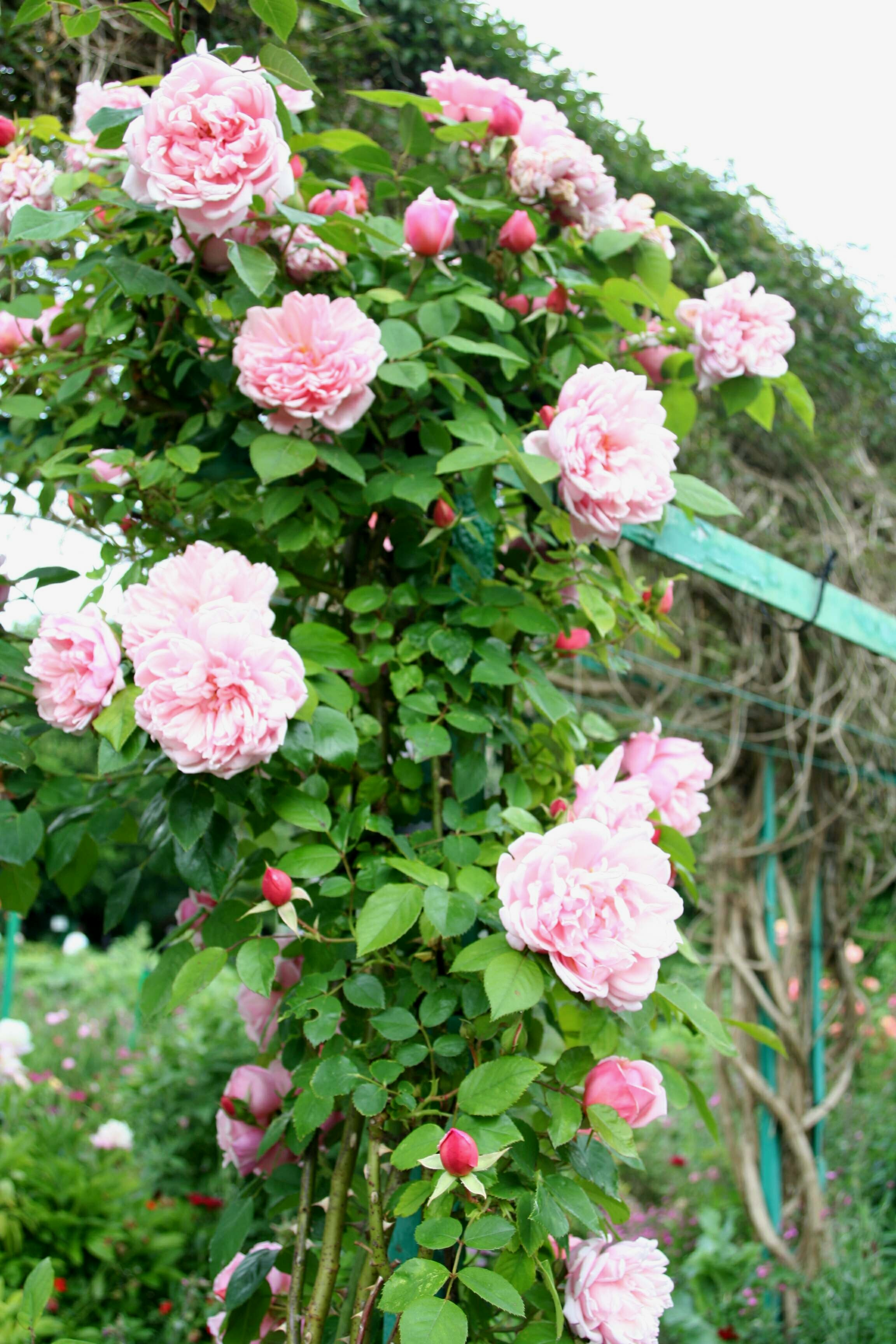
'Albertine' en Giverny

La sociedad americana de las rosas (American Rose Society) ha adoptado una clasificación detallada de las variedades hortícolas, sobre la base de "genealogía" y consideraciones históricas y generalmente usadas en los Estados Unidos. Incluye tres grupos principales: las especies botánicas (rosas silvestres), rosas antiguas (antes de 1867) y las rosas modernas. Las rosas antiguas han sido divididas en 21 clases y 13 clases de rosas modernas.
Actualmente catálogos especializados en "rosales trepadores" ofrecen, la mitad de rosas antiguas y rosas botánicas raras y la otra mitad de rosas modernas, híbridos de té y los híbridos modernos reagrupados en rosas con flores grandes, híbridos modernos de multiflora bajo el nombre de rosales con flores agrupadas y rosas inglesas.

## Rosales escaladores botánicos y sus híbridos
Las rosas botánicas son las formas, especies o variedades que aparecieron de forma espontánea en la naturaleza, y algunos de los cuales son rosales trepadores.
Entre las Rosa sect. Caninae
Los rosales de la sección Caninae son conocidos con el nombre de rosa mosqueta. Tienen tallos erectos o arqueados con numerosas espinas curvadas, rara vez derechas y las flores, cuyo color varía del blanco al rosado y rosa, son simples, con cinco sépalos lobulados y se agrupan en corimbos. Las hojas son compuestas imparipinnadas y tienen de 5 o 7 foliolos. Estas son originarias de Europa (incluyendo islas británicas, sur de Escandinavia y el oeste de Rusia), África del Norte (Magreb) y Asia Menor (Turquía, Líbano, Siria).
Rosa canina L., la rosa mosqueta o rosal de los perros con flores de 4 a 5 cm de diámetro, tiene varios ecotípos. Está presente en toda Europa y hasta África del Norte y Asia Menor y tiene dos variedades Rosa Canina 'Andegavensis' que posee hojas glabras y Rosa deseglisei una Rosa canina de Europa central con flores blancas.
Así mismo en la naturaleza se encuentran  Rosa stylosa que alcanza unos 3 m como Rosa canina; Rosa rubiginosa o « églantine » hasta 2.50 m, y 'Magnífica' que es quizás la reaparición por reversión de Rosa rubiginosa 'Dúplex' ; Rosa pomifera, con una altura de 2 m a 2.50 m como Rosa glauca y Rosa marginata; Rosa agrestis, con una altura de 2 m como Rosa inodora, Rosa Dumalis y la variedad 'complicata' y así mismo  Rosa tomentosa con hojas muy peludas.

Caninae
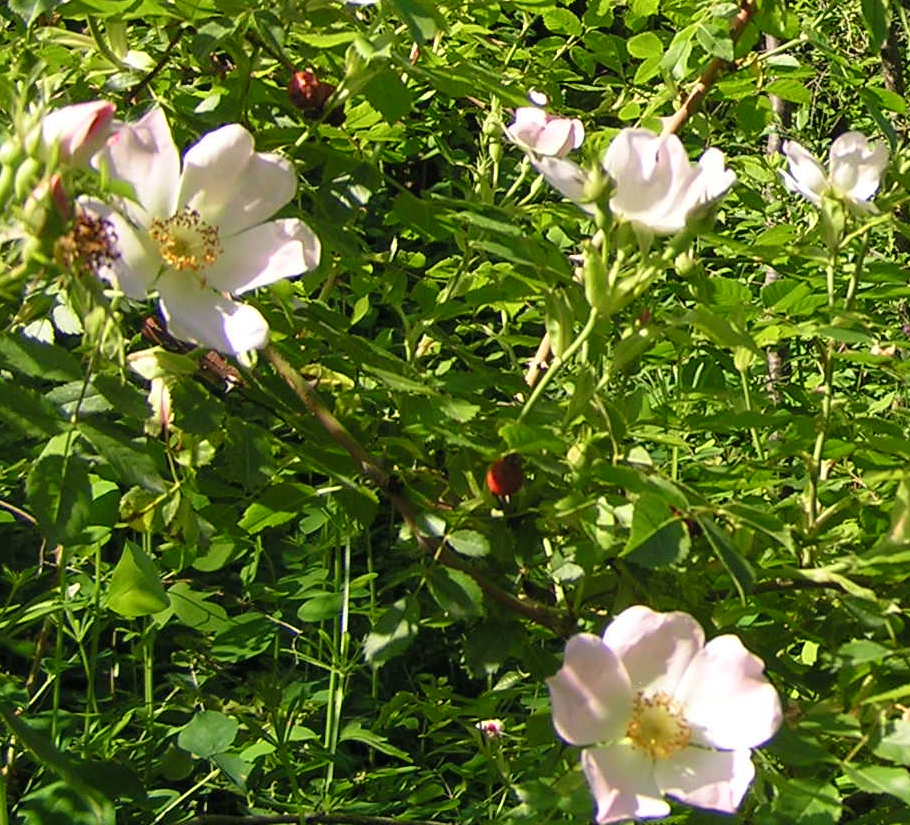
mosqueta
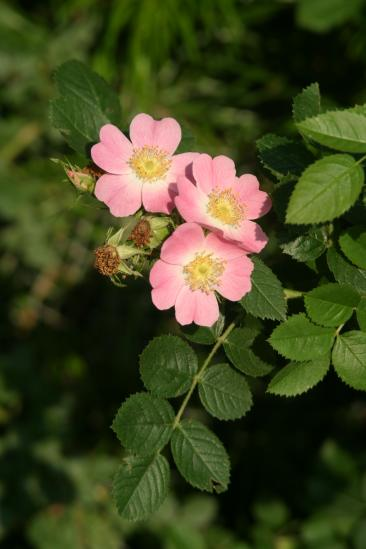
eglantina
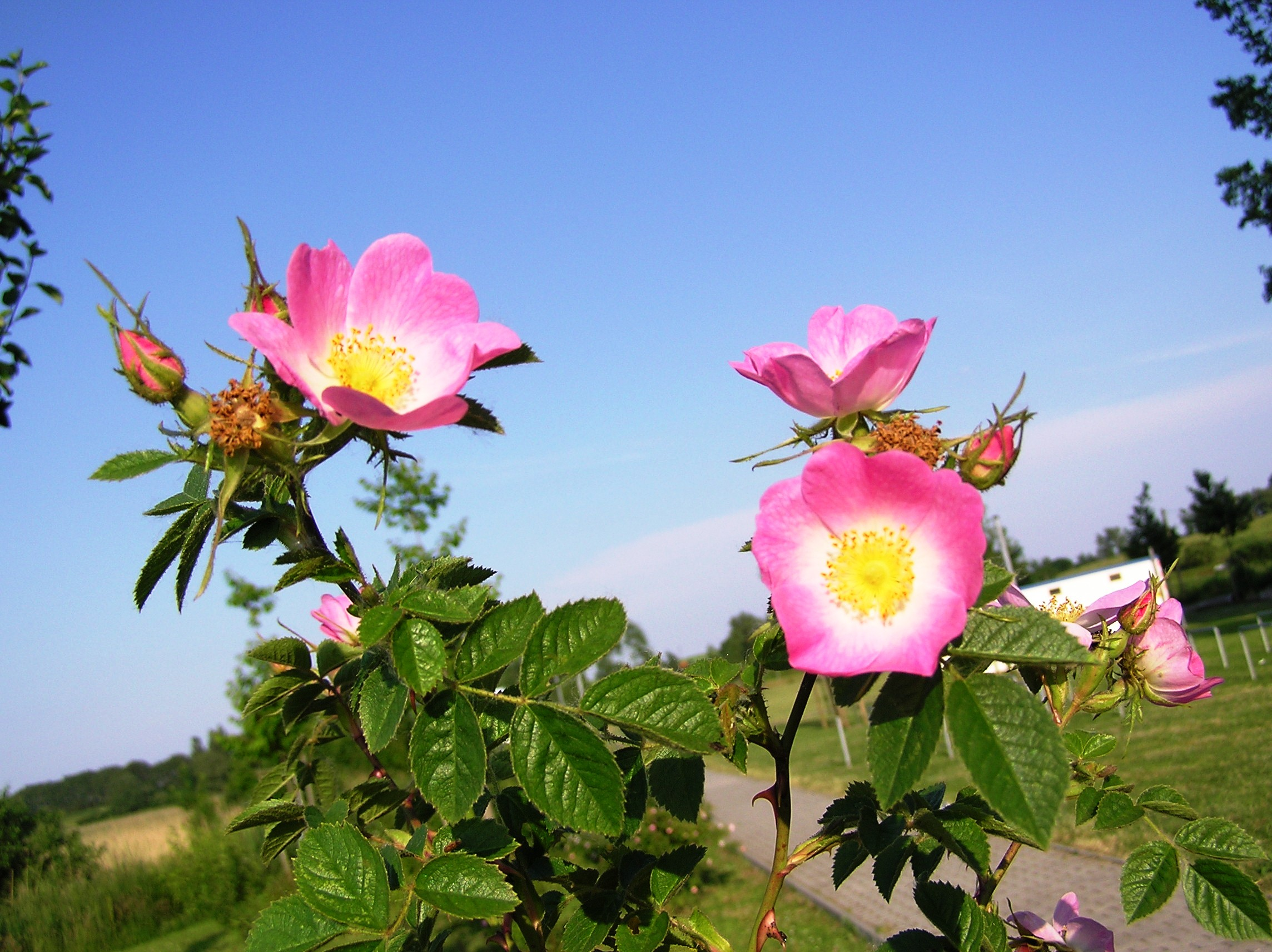
Rosa rubiginosa
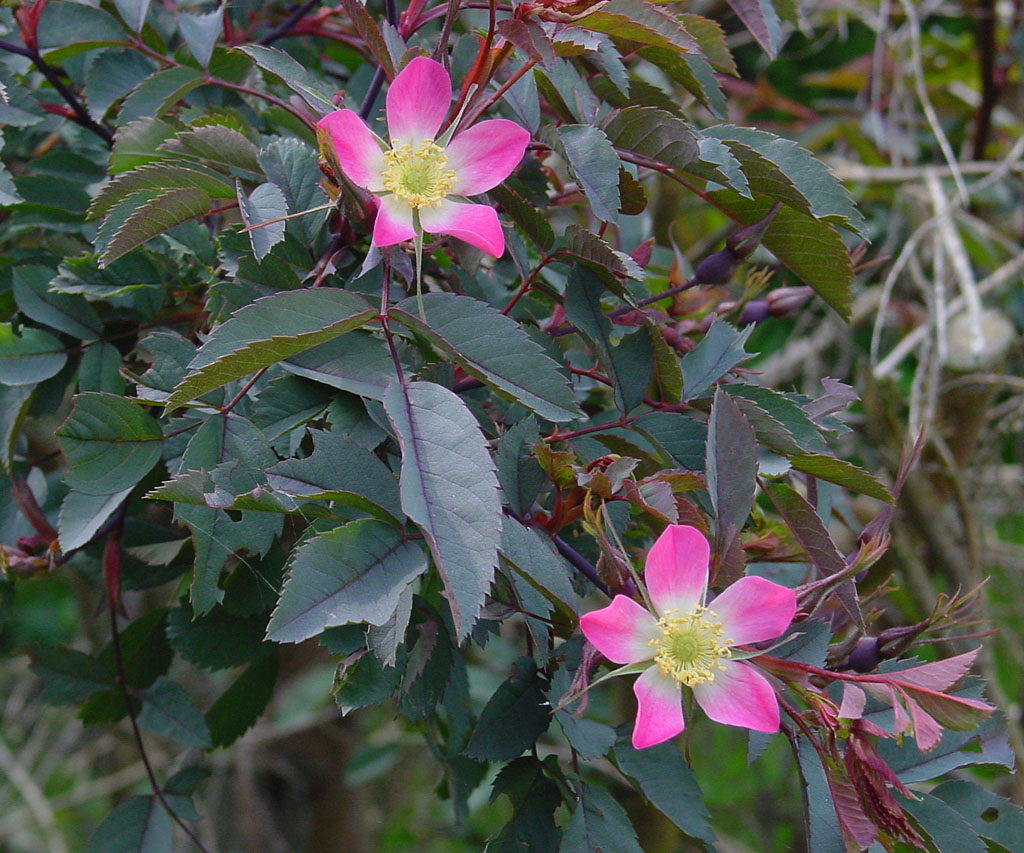
Rosa glauca

Sus híbridos naturales son numerosos, incluyendo Rosa mollis 'Dúplex', híbrido rampante de Rosa Mollis y Rosa hibernica, un híbrido espontáneo irlandés (Rosa canina × Rosa pimpinellifolia tipo 'spinosissima'), de una altura de 2 metros que fue descubierto en 1802 cerca de Belfast.
Es a partir de Rosa canina y Rosa rubiginosa que los rosalistas han practicado sus hibridaciones.
Entre las Pimpinellifoliae
Entre las variedades de Rosa Pimpinellifoliae, 'Luteola' amarillo pálido, es rampante. Son así mismo rampantes y con flores amarillas Rosa foetida Herrm. (sinónimo Rosa lutea Mill.), el rosal fétido o rosal de Austria y Rosa hemisphaerica Herrm. (sinónimo Rosa sulphurea Aiton), rosa turca, con tallos blandos de hasta 4 metros. También con flores amarillas Rosa Hugonis Hemsl., El rosal del Padre Hugo o rosa amarilla de China, mientras que el otro rosal de China es de flores blancas Rosa omeiensis Rolfe y sus variedades Rosa omeiensis f. pteracantha (Franch.) Rehder & E. H. Wilson, notable por sus espinas de alas rojas y Rosa sericea Lindl. El rosa de seda.

Pimpinellifoliae
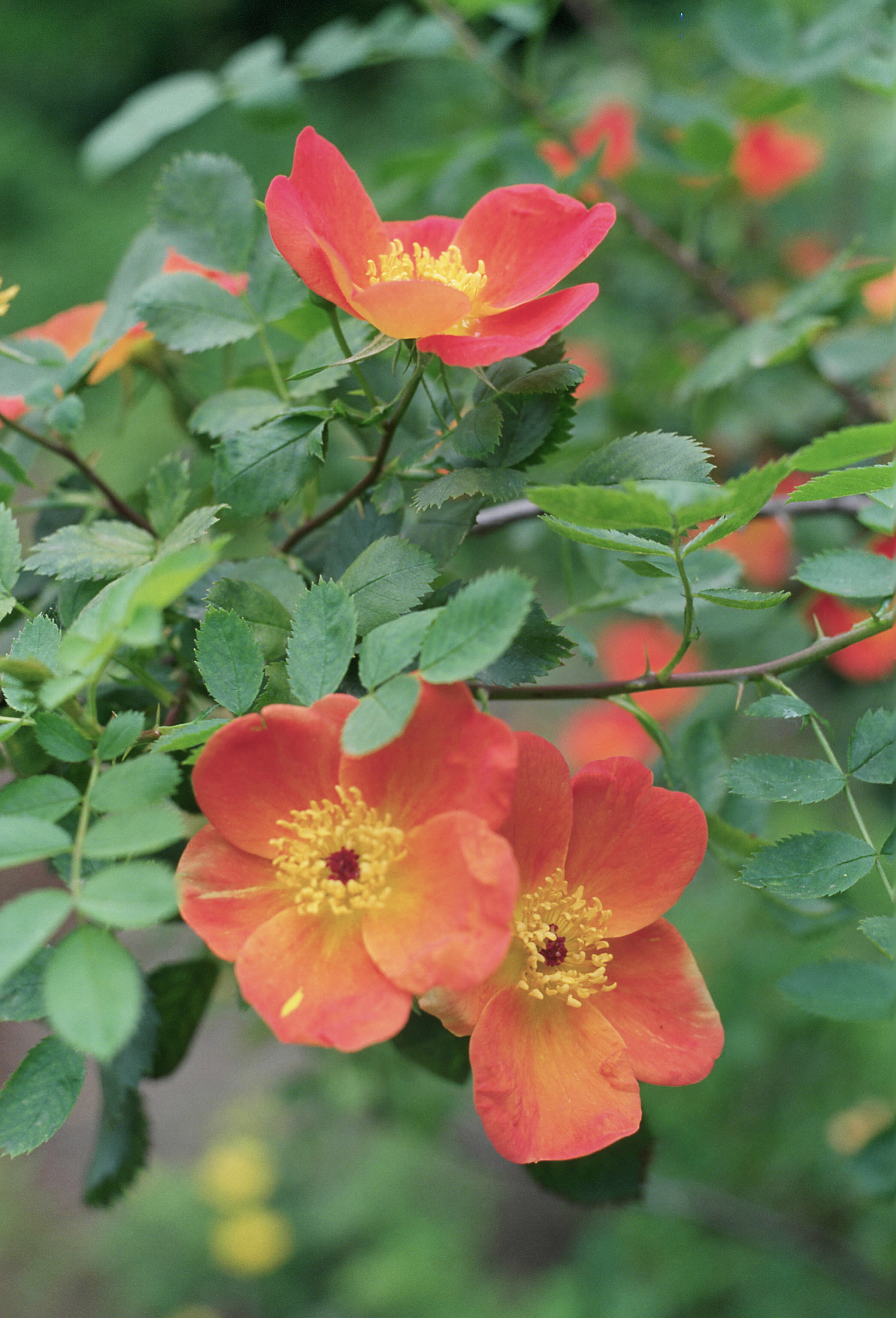
rosal de Austria
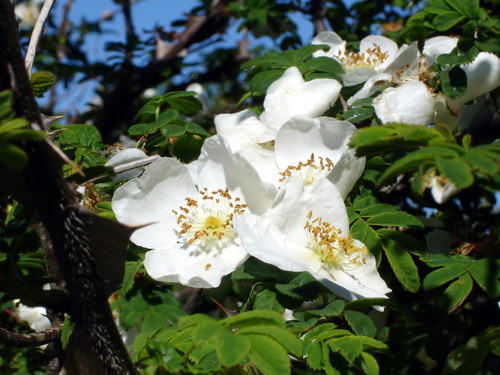
Rosa sericea f. pteracantha
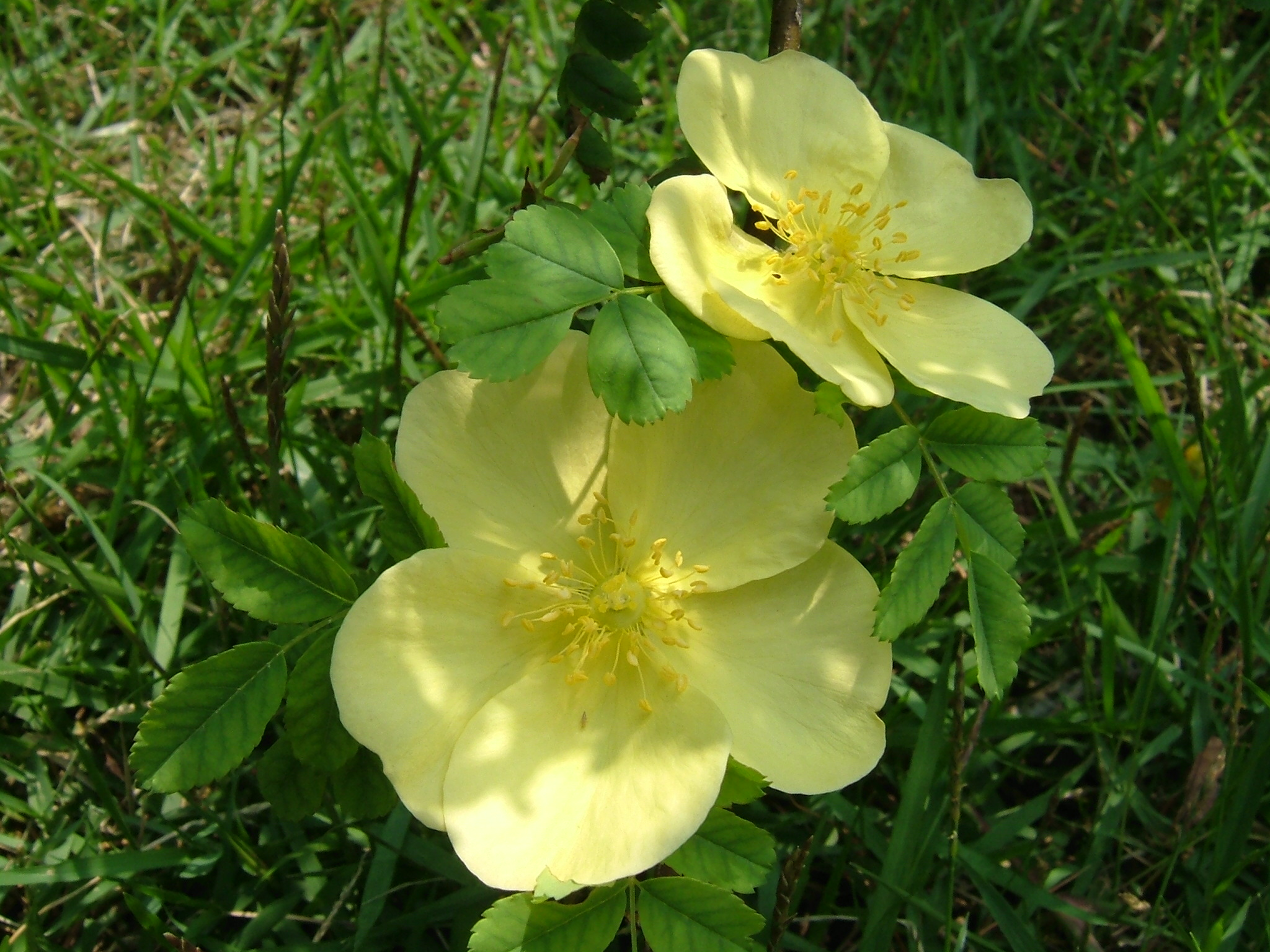
Rosa hugonis
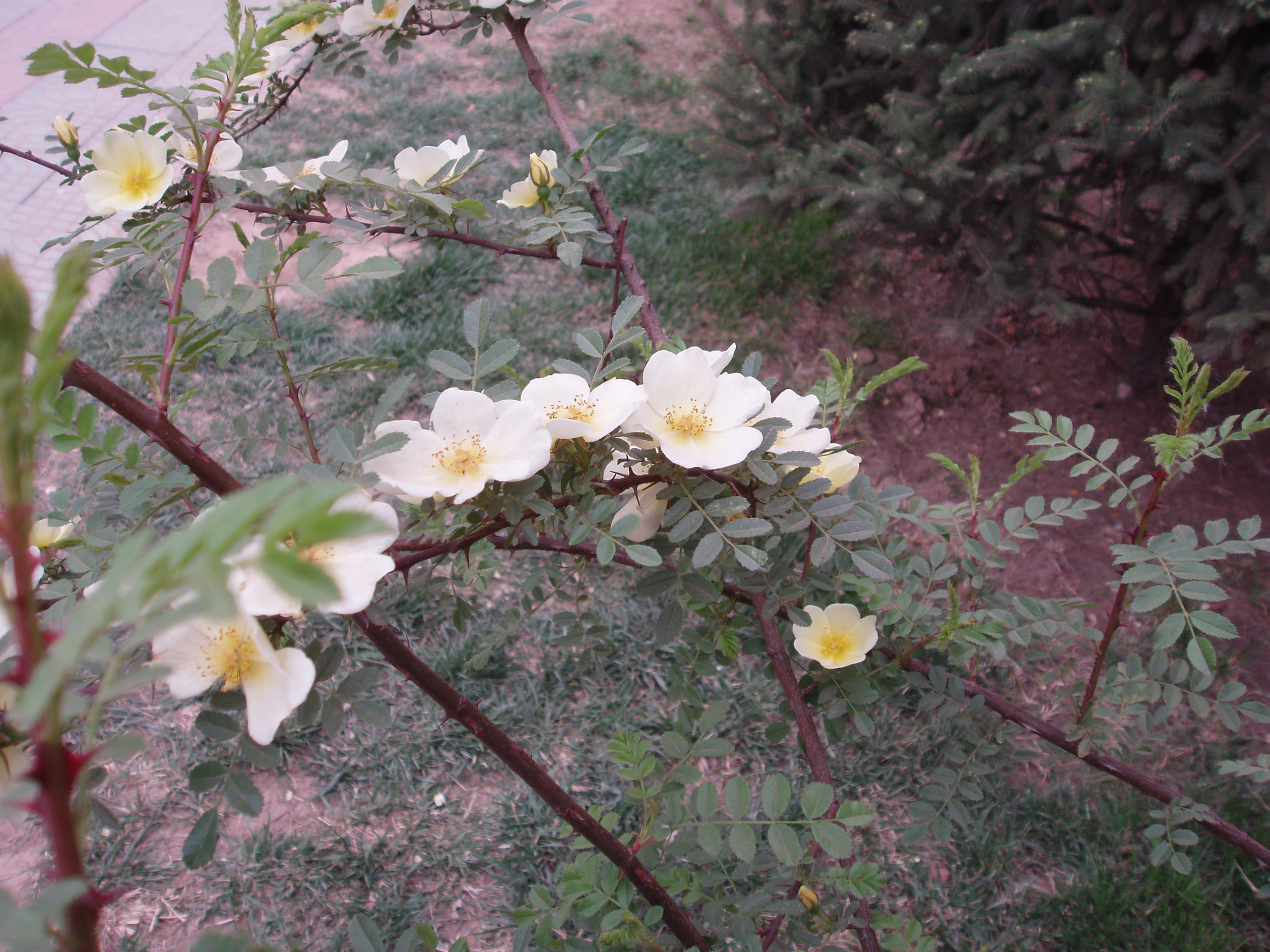
Rosa xanthina

Rosa xanthina f. spontanea, 'Canary Bird' el tipo silvestre y Rosa xanthina Lindl., la rosa de Manchuria se encontró en el jardín de un mandarín chino y son desconocidos en la naturaleza las formas rampantes.
Entre los híbridos de Rosa Pimpinellifoliae 'Maigold' es un rosal rampante.
Entre las Banksianae

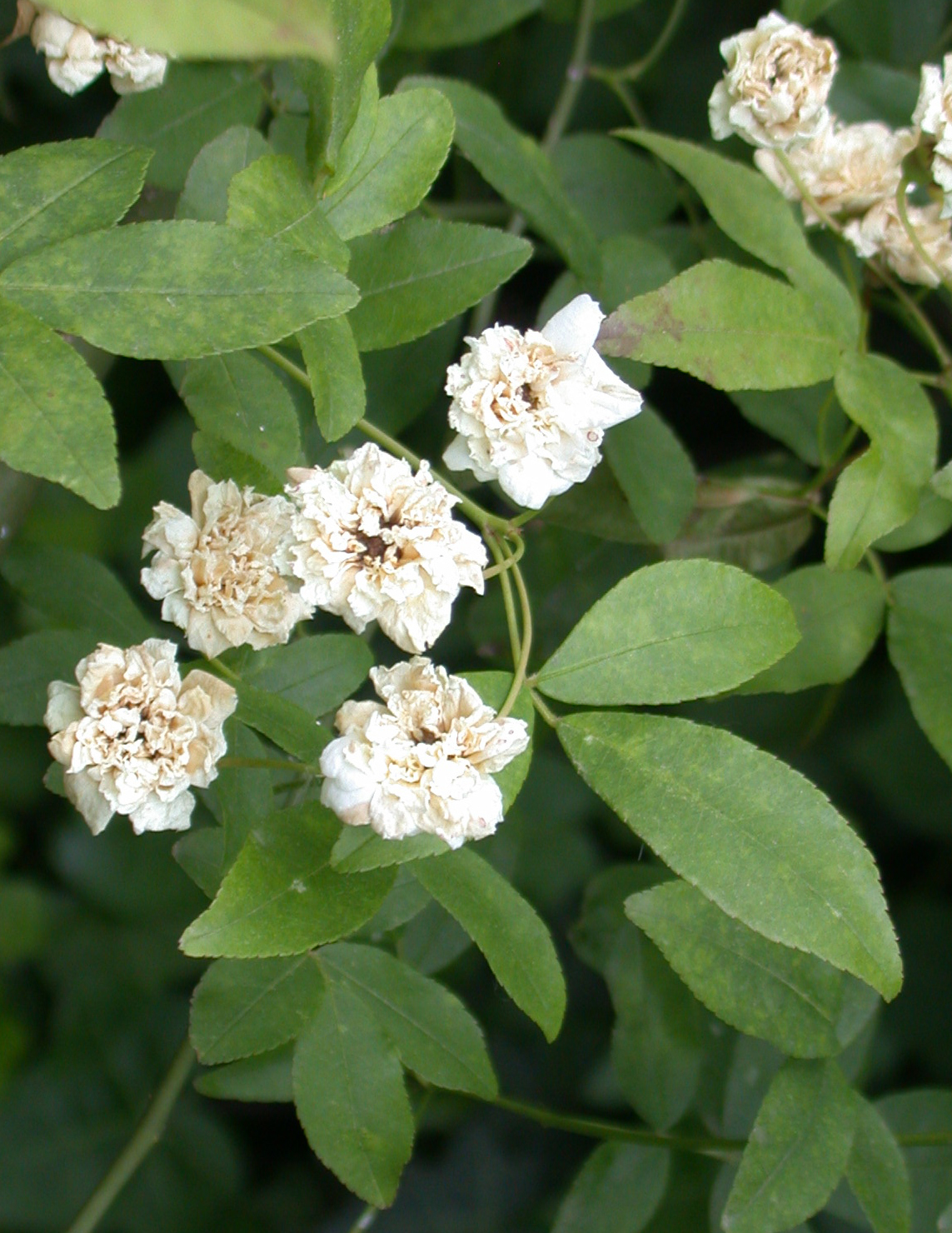
Rosa de Lady Banks

Entre las Banksianae Rosa banksiae var. 'normalis', originaria de China, que alcanza de 6 a 15 metros con sus inermes tallos largos con pequeñas flores blancas, simples y perfumadas, se considera la forma salvaje.
Rosa banksiae 'Albo Plena' o rosa de Lady Banks ha sido cultivada en China durante cientos de años. La especie fue introducida en Europa por William Kerr, que adquirió en 1807, durante una expedición botánica organizada por Joseph Banks, el primer rosal de Lady Banks, Rosa banksiae var. Banksiae, con flores blancas dobles, en el famoso vivero Fa Tee cerca de Cantón.
Más tarde se descubrieron otras formas cultivadas en China, la de flores amarillas rampantes Rosa banksiae var. 'Lutea', con flores dobles sin olor y Rosa banksiae var. 'Lutescens', muy fragantes.
Dos de sus híbridos también han sido cultivados en los jardines chinos durante mucho tiempo Rosa fortunia (Rosa banksiae × Rosa laevigata ) con grandes flores dobles de color crema (no remontantes), y Rosa cymona rampante no remontánte con muchas pequeñas flores blancas en corimbos.
Entre las Laevigatae
En las Laevigatae, el rosal botánico es un rosal de 6 metros con flores blancas, natural de China que se introdujo en América del Norte donde se ha naturalizado hasta el punto de tomar el nombre de Rosal de los Cherokee
Los híbridos más conocidos son Rosa ×anemonoides (Rosa lævigata × Rosa ×odorata), 'Pink Cherokee' o « rose Anémone » con flores rosa pálido y Rosa × anémonoides 'Ramona' o  'Red Cherokee', de color rosa oscuro, un deporte de 'Pink Cherokee'.
Los otros híbridos que todavía se cultivan son 'Cooper's Burmese' de flores blancas de color marfil y 'Silver Moon' (Rosa laevigata × un híbrido de Rosa wichuriana), rosal liana con grandes flores blancas de 10 a 12 cm semi-dobles.
Entre las Bracteatae

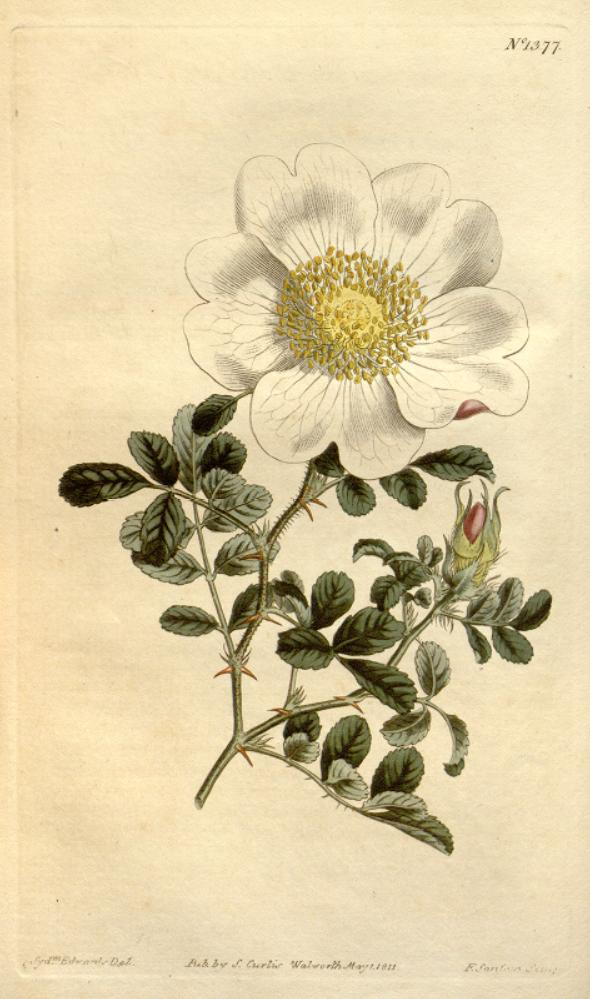
Rosa bracteata

Rosa bracteata, con una altura de 4 a 5 metros, con numerosas flores blancas y aroma cítrico, se originó en China e India, se introdujo en Inglaterra en 1793 por Lord  Macartney.
Entre sus muchos híbridos, solo dos siguen siendo cultivados :'Leonida' y 'Mermaid'.
Entre la Rosa sect. Synstylae,
Entre Rosa luciae el denominado rosal de Wichura originario de Asia oriental : China (Fujian, Guangdong, Guangxi, Zhejiang) Taiwán, Japón (islas Ryukyu), Corea, Filipinas. Forma matorrales en las regiones costeras, acantilados sobre suelos calcáreos, en alturas de hasta 500 m s. n. m. Es una de las rosas escaladoras silvestres que puede alcanzar hasta 6 metros.
Existen varias variedades :
- Rosa luciae var. luciae, con flores blancas,
- Rosa luciae var. rosea H. L. Li, con flores rosas.
- Rosa wichuraiana Crép. o Rosa luciae  var.æ wichuraiana. El botánico japonés Hideaki Ohba invalidó en 2000, la denominación de Rosa wichuraiana en beneficio de Rosa luciae.[8]

Se trata de un arbusto trepador o rampante de 3 a 6 metros de altura. La tallos rastreros están articulados con nodos. Las hojas, largas de 5 a 10 cm, glabras brillantes, generalmente de cinco a siete foliolos, nueve más raramente. Las flores, son simples con cinco pétalos, de color blanco o rosado, con prominentes estambres amarillos, fragantes, de 1,5 a 3 cm de diámetro, solitarias o agrupadas en corimbos. La floración se produce desde finales de primavera hasta mediados del verano. Los frutos son globulares, rojo negruzco de 6 a 18 mm de diámetro.
Rosa luciae se cultiva como planta ornamental en los jardines donde es muy apreciada como cubre suelos sobre los taludes, o como trepador sobre grandes árboles. Es el parental de todas la rosas trepadoras de hojas brillantes actuales.
El rosal de los campos, Rosa arvensis, de hoja caduca y no remontante, crece en setos sobre todo en Europa occidental y Turquía. Forma matorrales de arbustos. Se cultiva oficialmente desde 1750, posiblemente durante mucho más tiempo. Había alrededor de unos 50 híbridos que han desaparecido y solo tres rosas 'Ayrshire'  clasificadas en las rosas antiguas se siguen cultivando.
Rosa arvensis 'Ayrshira' descubierta en América del Norte en 1767 es sin duda un híbrido de Rosa arvensis × Rosa setigera, un synstylae de América del Norte. 

Synstylaes
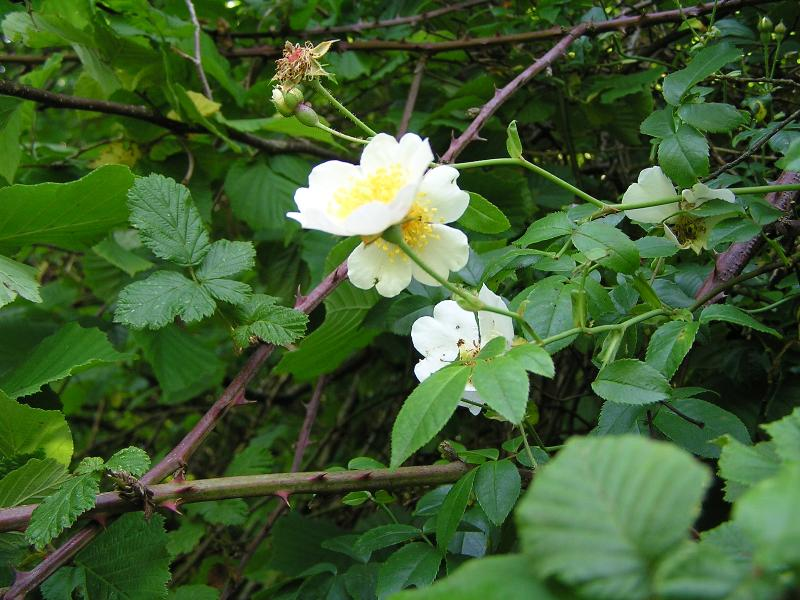
rosal de los campos
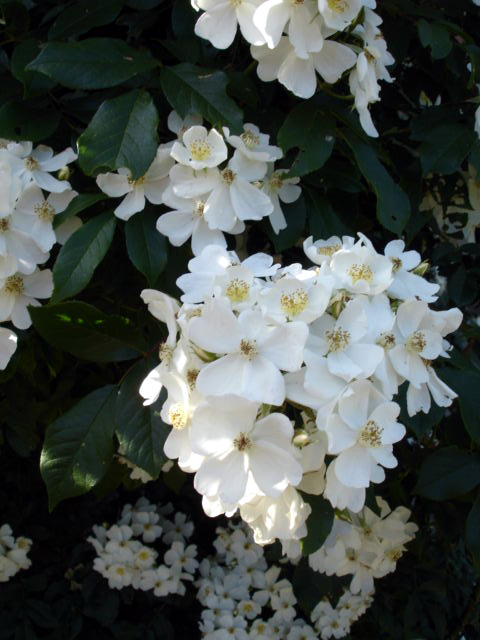
Rosa filipes
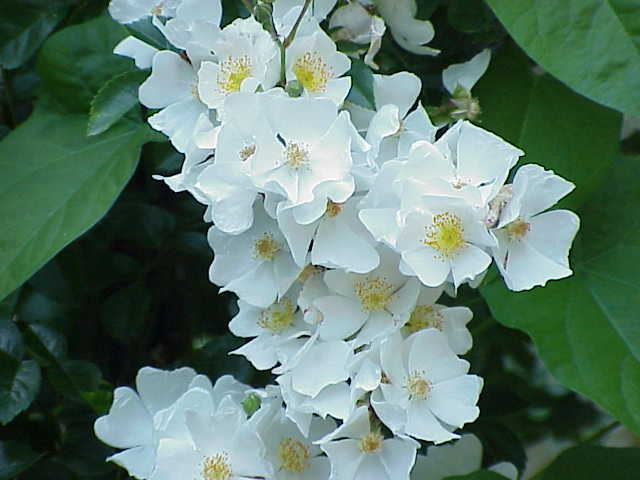
Rosa luciae
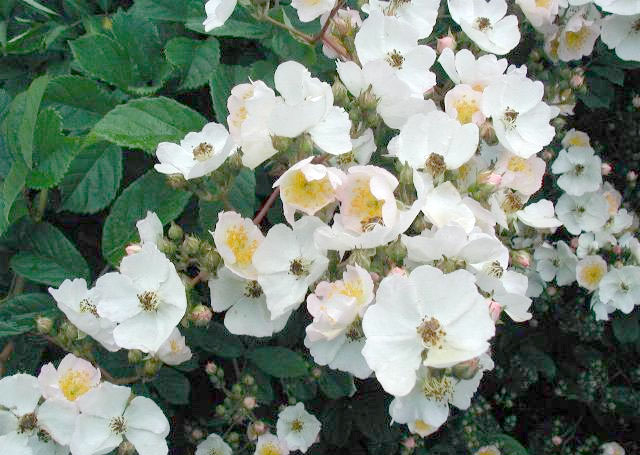
Rosa multiflora

Rosa sempervirens, el rosal siempre verde, es también natural de Europa.
Todas las Synstylae originarias de Asia son de forma rampante : Rosa ×beanii (Rosa anemoneflora), Rosa brunonii Lindl., Himalayan Musk Rose, Brown's Musk Rose, Rosa helenae Rehder & E. H. Wils., Rosa filipes Rehd. & E.H. Wils., Rosa henryi Bouleng., Rosa longicuspis, Rosa moschata, y Rosa moschata 'Grandiflora (Rosa moschata × Rosa brunonii), Rosa mulliganii, Rosa soulieana y Rosa luciae Franch. & Rochebr. ex Crép. (synonyme Rosa wichuraiana Crép.), el rosal de Wichura, el padre de todas los rosales trepadores existentes con hojas brillantes.
Rosa multiflora Thunb., el rosal multiflora, posee diversas variedades, 
- Rosa multiflora 'Adenochæta', muy rústico, con grandes flores blancas,
- Rosa multiflora  'Flore pleno' y 'Carnea' que difieren en sus flores dobles blancas o rosas,
- Rosa multiflora 'Cathayensis', con grandes flores blancas con borde de color rosa,
- Rosa multiflora watsoniana, encontrado en 1850 en un jardín japonés
- y Rosa multiflora 'Platyphilla' la denominada Seven sisters rose cuyas flores pasan de color carmín, al violeta y al blanco.

Entre las Cinnamomeae
La mayoría son arbustos, pero Rosa caudata y Rosa moyesii ambas originarias de China tienen alturas 4 metros.

Cinnamomeae
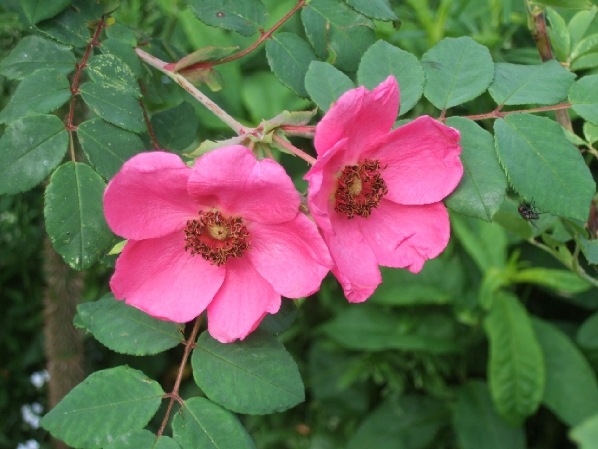
Rosa moyesii
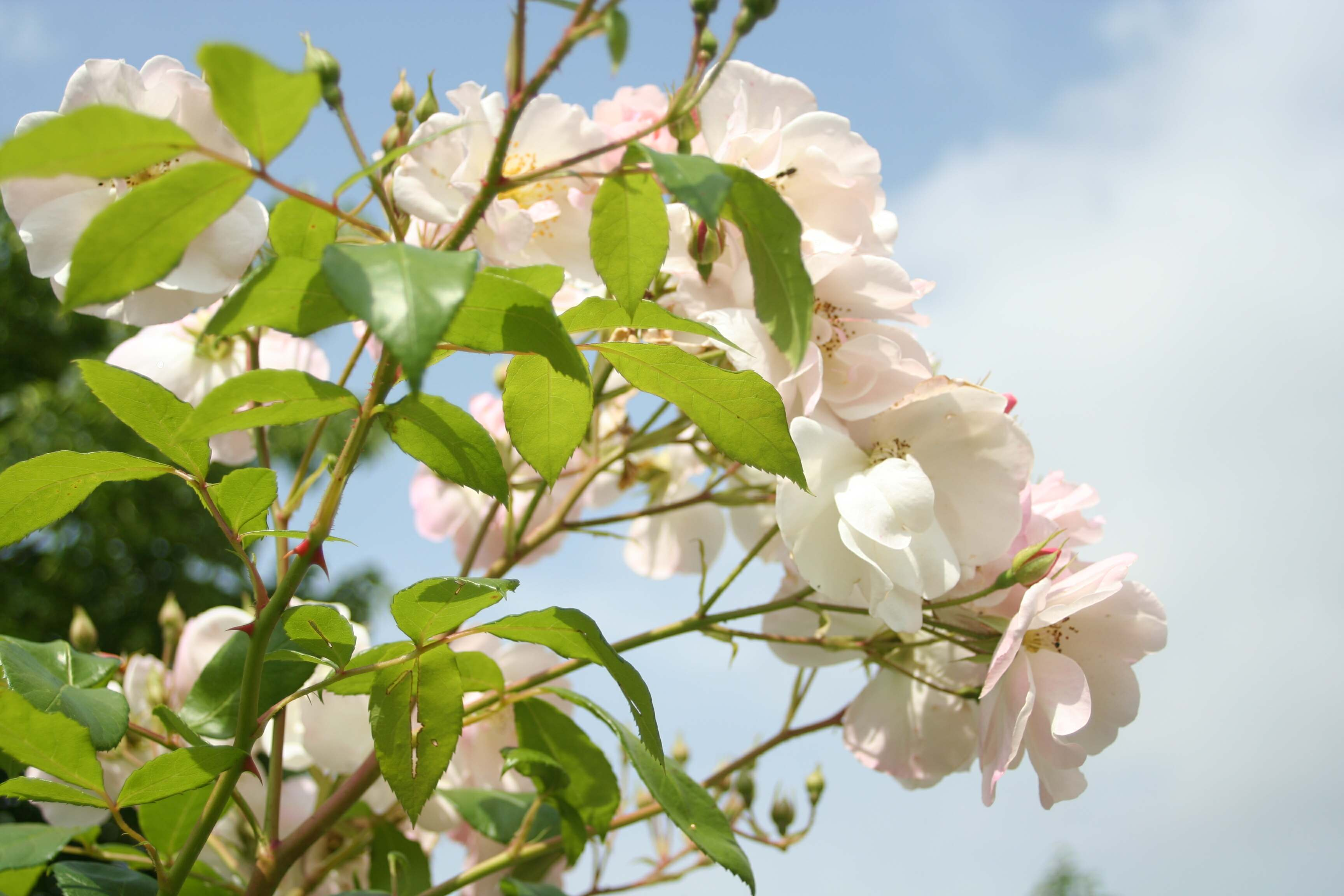
y uno de sus híbridos 'Nevada'

Entre las Chinenses
Los rosales de la sect. Chinenses de las cuales parte son rampantes, son originarios de China, de Myanmar, del norte de Tailandia y el norte de Vietnam.
Rosa chinensis Jacq. - es el rosal de China. Una selección china muy antigua 'Old Blush' o 'Bengale rose' (Rosa chinensis 'Spontanea' × Rosa gigantea) es un rosal que guiado en espaldera, llega a 3 metros. Sus flores semi-dobles rosa, fragante floración muy prolongada. Otro denominado 'Fortune's Double Yellow' es amarillo cobrizo.
Rosa ×odorata (Andrews) Sweet. (Rosa chinensis × Rosa gigantea) es un híbrido  (espontáneo o no) cultivado en China y Rosa ×odorata nothovar. gigantea (Collett ex Crép.) Rehder & E. H. Wilson es una "nothovariedad" de la precedente.
Rosa indica 'Odorata' o 'Rosa indica flagrens' o 'Hume's Blush Tea-scentes China' el primero llegado a Europa, comprado a pesar del bloqueo por Josefina de Beauharnais para su Rosaleda, diseñada por Redouté, tiene flores semi-dobles de color rosa claro, es el padre de las rosas de té.
'Park's Yellow Tea-scentes China' con flores dobles de color amarillo claro, es probablemente como un híbrido espontáneo.

Chinenses
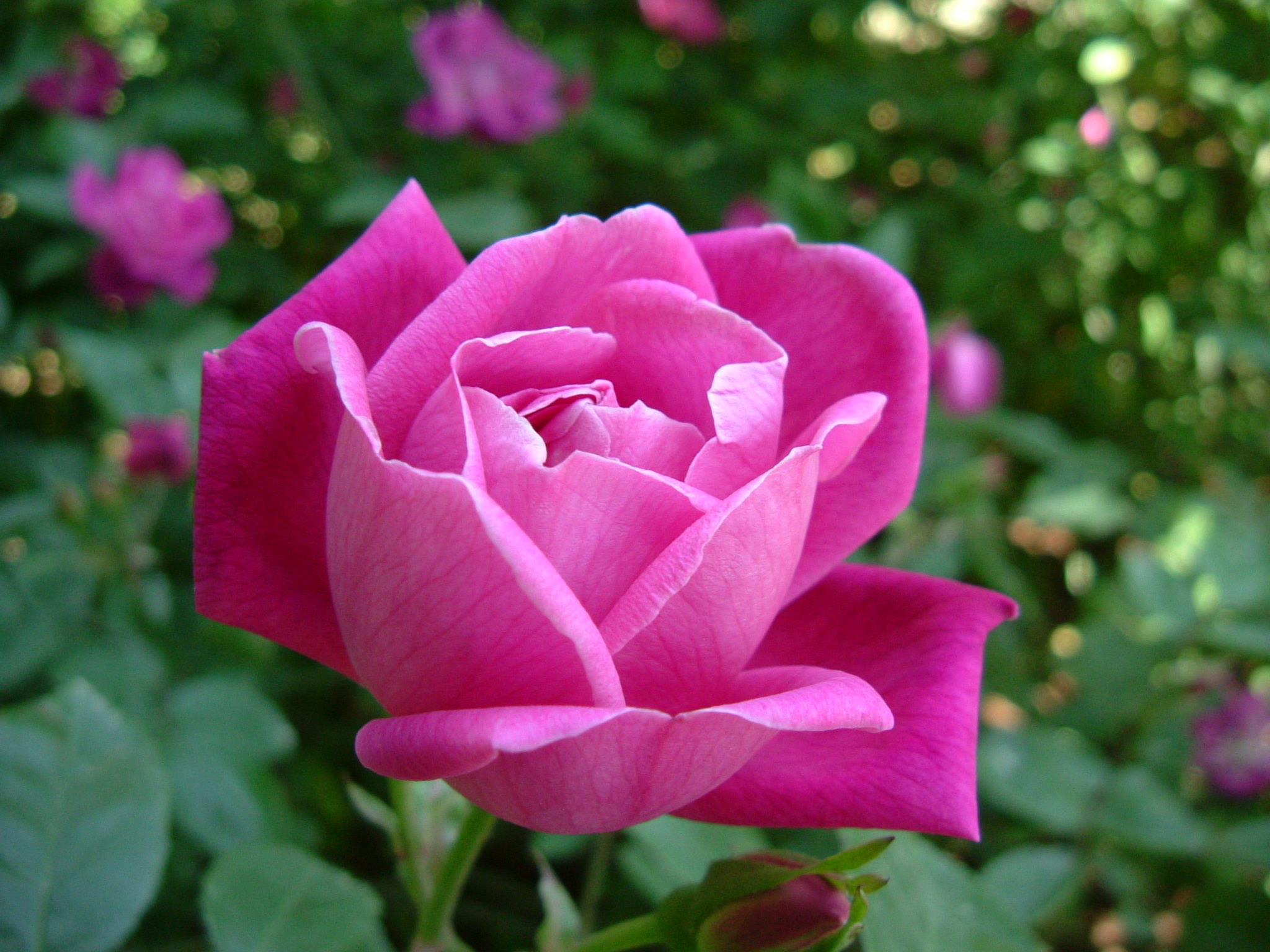
Rosa chinensis
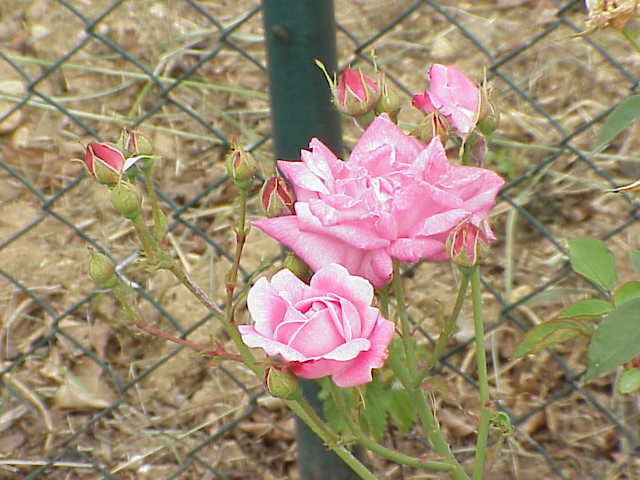
'Old Blush'
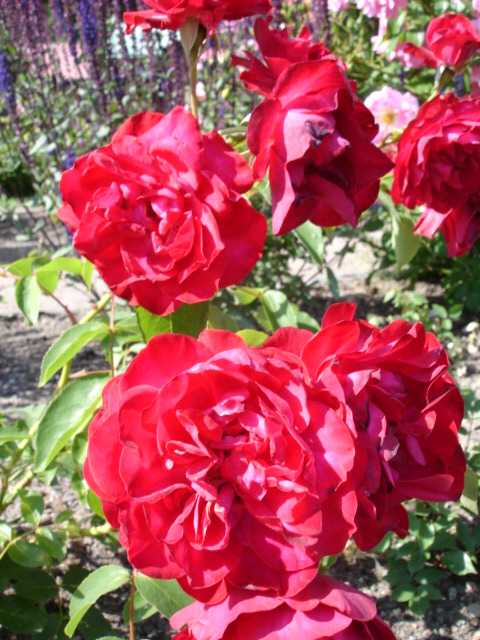
'Bengale Rouge'

Estos son los híbridos de Rosa odorata la cual dio a luz a los rosales Portland, a los rosales Noisette, los rosales Bourbon, los rosales de té, los híbridos de té muchos de los cuales son rosales escaladores ( o trepador). Ellos trajeron el carácter « remontant » (remontante) para la floración, es decir, su capacidad para florecer de nuevo durante el verano, incluso florecen continuamente hasta el final de la caída de las hojas, un carácter generalmente ausente de las especies conocidas en Europa antes del siglo XVIII.

## Rosales rampantes antiguos
Rosa x alba
Entre las rosa ×alba, 'Blush Hip' con las flores color rosa muy dobles puede ser guiada en espaldera como 'Mme Plantier' con flores color blanco crema.
Rosales de Ayrshire
Estos son los híbridos de Rosa arvensis. Todos estos aún se cultivan por ser escaladores muy vigorosos, comúnmente en espaldera alacanzan los 5 m. 'Splendens', o 'Myrrh-Scented Rose', o 'Ayrshire Splendens' con flores de un color blanco marfil con los bordes de color carmín, notables por su olor a mirra, descubierto en 1776 en un jardín cerca de Ayr, 'Venusta pendula' blanco, inodoro y 'Bennet's Seedling' (Rosa thoresbyana) grandes racimos de flores de color rosa semidobles con perfume a mirra.
Rosales Bourbon
En la isla Bourbon apareció un rosal híbrido por el cruzamiento de Rosa ×damascena 'Semperflorens' y Rosa ×chinensis 'Parson's Pink China' u 'Old Blush', conocido localmente como el rosal 'Edwards' que fue el origen de los rosales Bourbon.
En 1893 apareció un desporte escalador de 'Souvenir de la Malmaison', 'Climb. Souvenir de la Malmaison'. Los otros rosales bourbon escalada que aún se cultivan 'Zéphirine Drouhin', Bizot - 1868, rosa de color lila, sin espinas, 'Blairi n°1' y 'Blairi n°2' obtenidas por Blair en 1845, con grandes flores dobles rosas, 'Katleen Harrop', desporte de 'Zéphirine Drouhin', sin espinas como él, con floración continua de flores semidobles de color rosa nacarado y 'Martha' otro desporte de 'Zéphirine Drouhin' así mismo sin espinas flores de floración continua de color rosa pálido y con el centro de color crema.

Bourbones
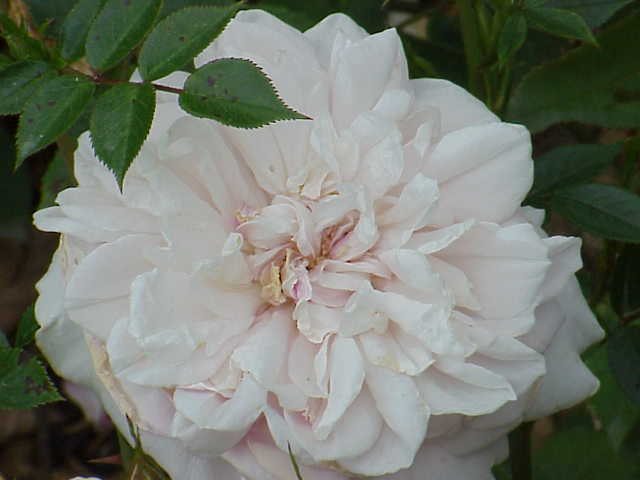
'Souvenir de la Malmaison'
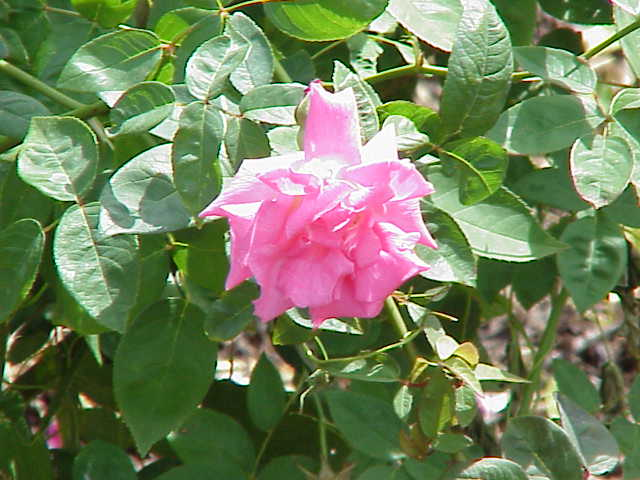
'Zéphirine Drouhin'
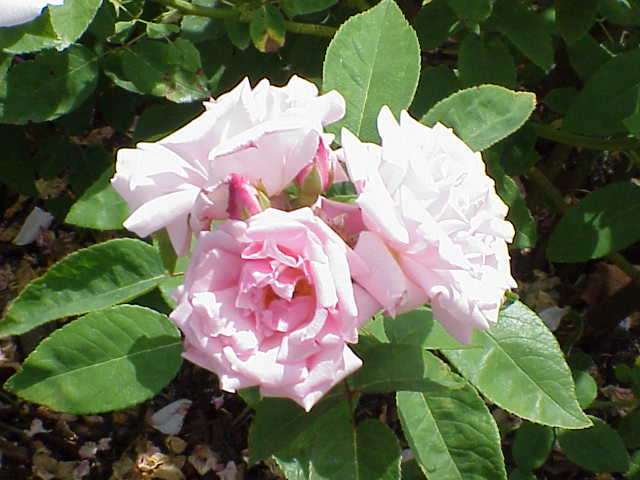
'Kathleen Harrop', Dickson, 1919
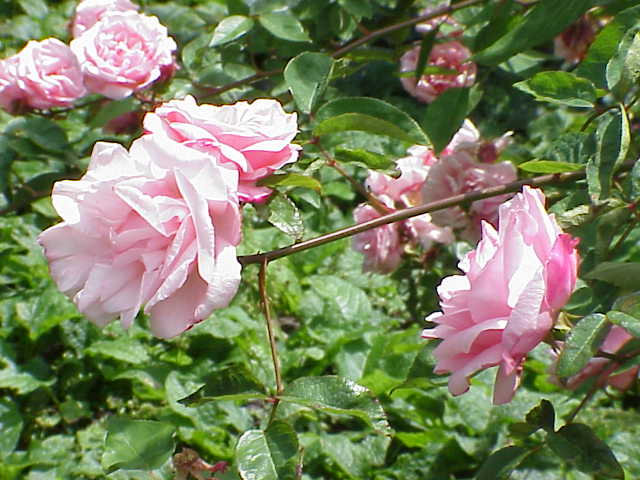
'Martha', Zeiner, 1911

Rosales de Boursault
Rosa ×lheritieranea es un híbrido de Rosa chinensis, un rosal de escalada que alcanza los 4 metros, obtenido antes de 1820, con flores más o menos dobles de color rojo agrupadas en corimbos. De ella dependen los rosales Boursault, casi toda de escalada. Incluso los que se cultivan en la actualidad, son todos sin espinas 'Crisom  Boursault' ('Amadis'), 'Blush  Boursault' y 'Madame de Sancy de Parabère'.

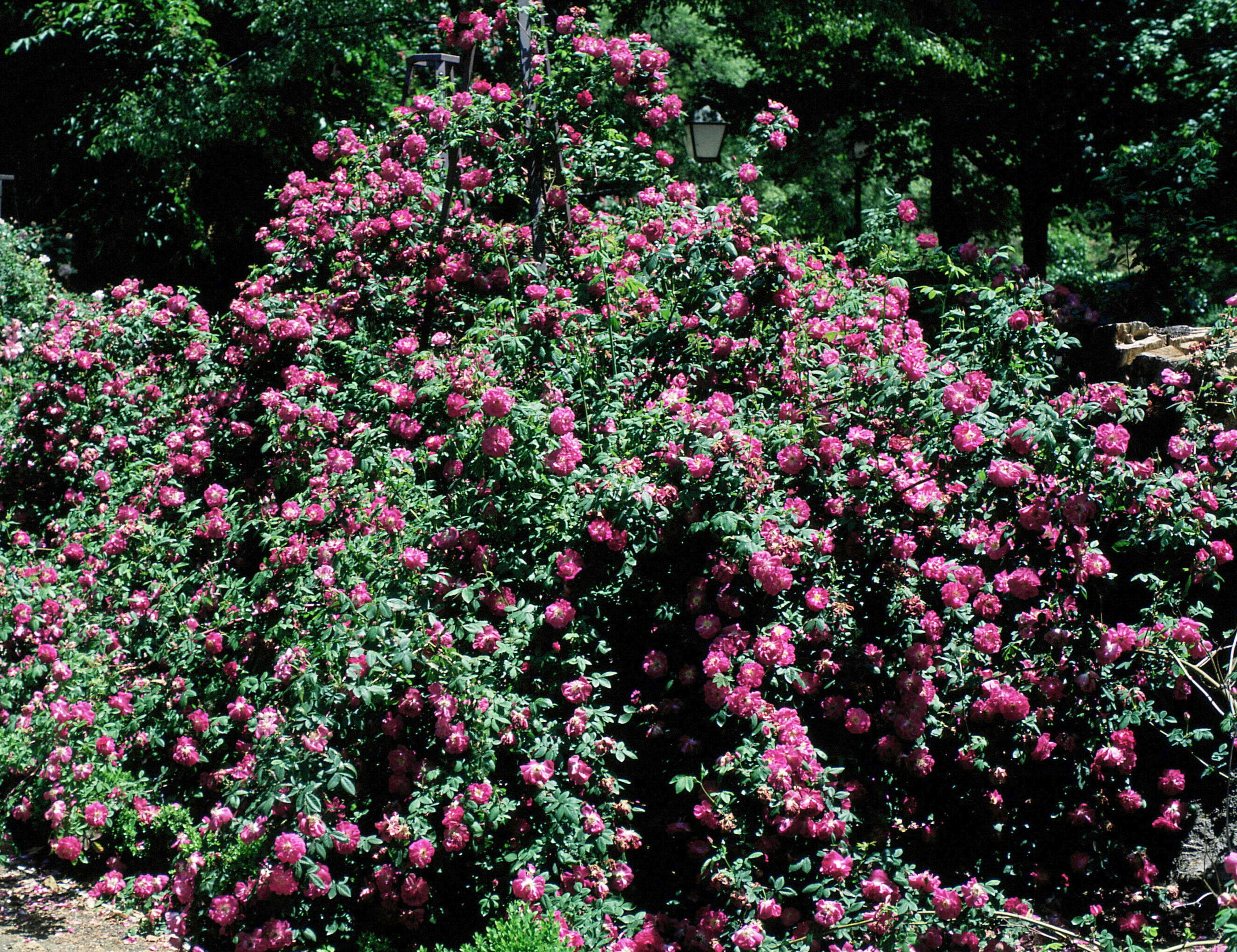
Rosa 'Amadis'

Híbridos de Rosa bracteata

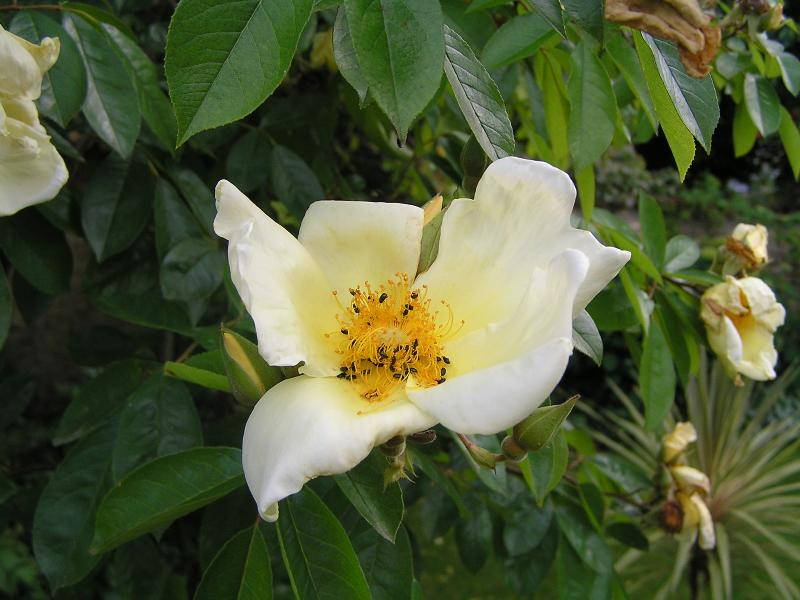
Rosa 'Mermaid'.

Solamente dos variedades se siguen cultivando, 'Leonida' ( bracteataxRosa Rosa laevigata ) con flores blancas dobles y en especial 'Mermaid'  (Rosa bracteata x rosa de té) con grandes flores amarillas simples que florecen a partir de julio hasta el otoño.
Híbridos de Rosa canina
'Andersoni' (Rosa canina × desconocido) con flores de un color rosa puro fue obtenido por Hillier en 1912.
'Kiese'( Rosa canina × Général Jacqueminot) con flores simples o semidobles rojas en corimbo, obtenido por Kiese en 1910 es muy cultivada.
Híbridos de Rosa multiflora
Algunos son muy próximos a la especie tipo, este es el caso de 'Rambling Rector', con flores blancas semidobles y 'Seagull', con flores blancas dobles.
'Aglaia' (Rosa multiflora × 'Rêve d'or'), fue el primer gran rosal sarmentoso de flores amarillas, las flores de color amarillo pajizo, perfumado semidoble.
'Veilchenblau' o 'bleu-violet', obtenida por Schmidt en 1909, una muy rara rosa de color púrpura oscuro, y Rosa 'Ghislaine de Féligonde', con múltiples flores dobles de amarillo a color marfil son los dos híbridos Rosa multiflora que aún se siguen cultivando.

Multifloras
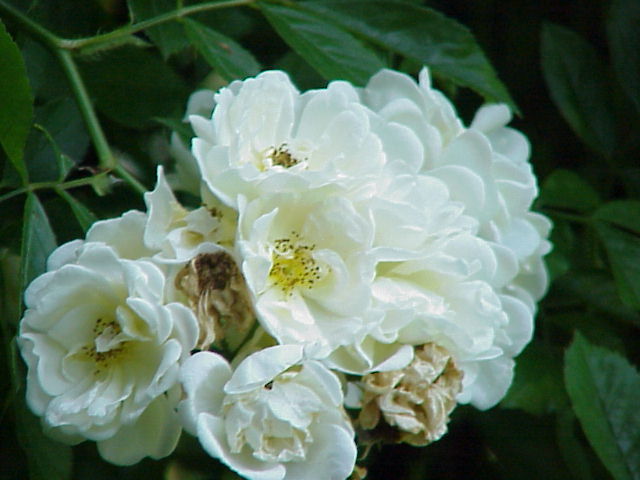
'Goldfinch'
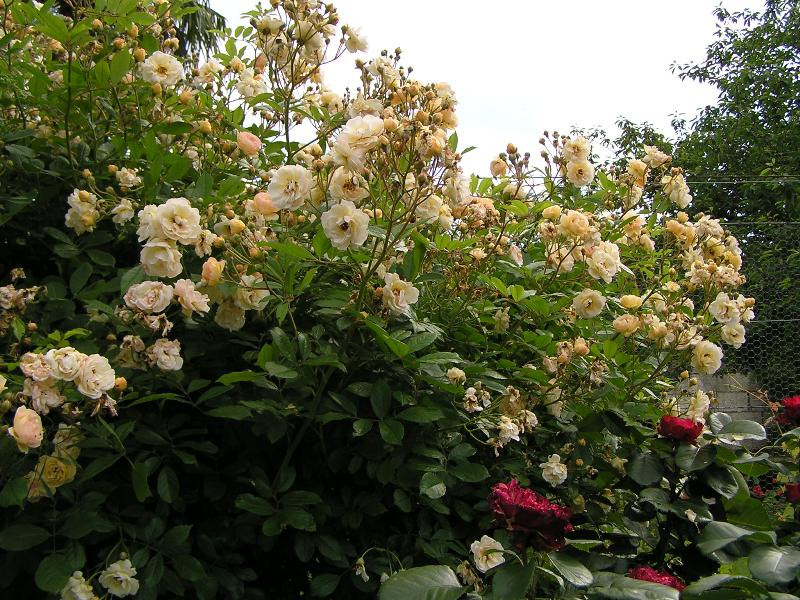
'Ghislaine de Féligonde'
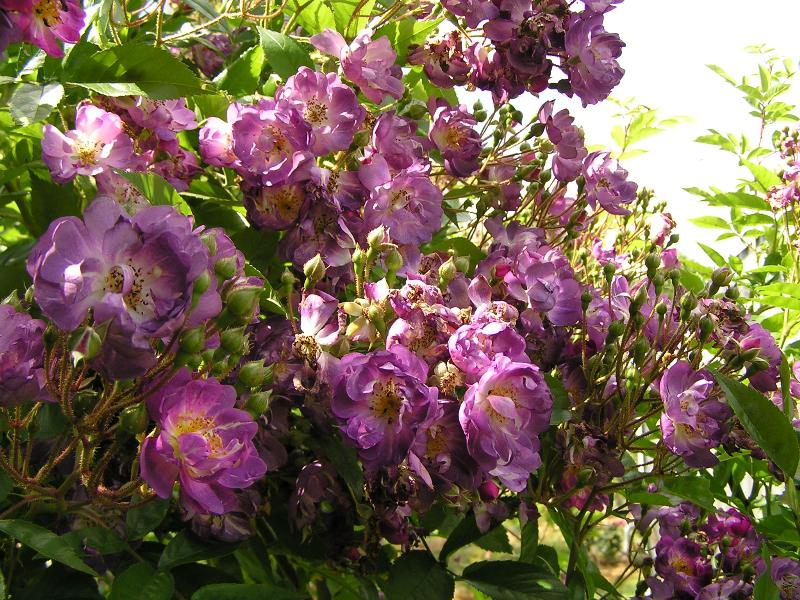
'Veilchenblau'
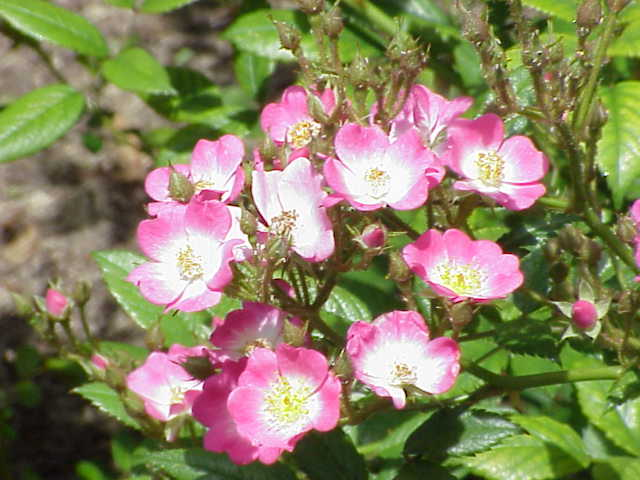
'Ballerina', híbrido de moschata

'The garland' es un híbrido de dos synstylae (Rosa moschata × Rosa multiflora) con flores blancas dobles y plates et comme tous, à odeur musquée.
Híbridos de Rosa sempervirens

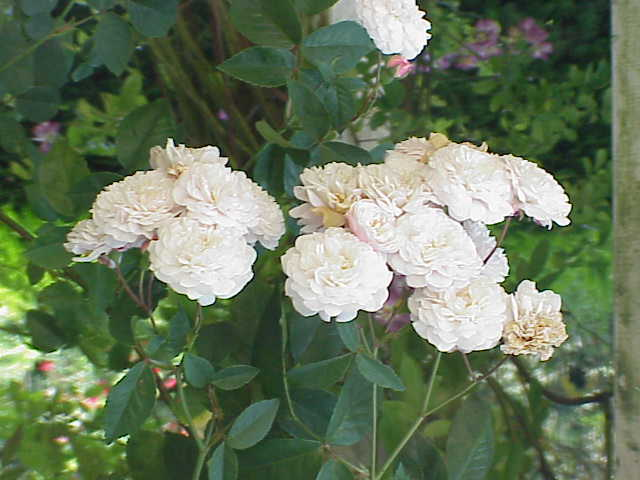
'Félicité et Perpétue'

Entre 1825 y 1830, Jacques, el jardinero jefe del duque de Orléans (futuro Luis Felipe I) obtuvieron una cuarenta de nuevos rosales en hibridación con Rosa sempervirens y algunos de ellos son rampantes aún cultivados: 'Félicité et Perpétue', con follaje denso y numerosas pequeñas flores blancas fragantes en cuartos, 'Adélaïde d'Orléans' con pequeñas flores fragantes dobles de color rosa 'Princesse Marie', con flores de color rosa brillante, 'Spectabilis', con flores más grandes, con tintes rosa lilas, 'Flora' con muy pequeñas flores de color rosa profundo muy dobles.
Híbridos de Rosa setigera
'Long John Silver' (Horvath, 1934) con grandes flores muy dobles, blancas, agrupadas en copa, fragantes y 'Baltimore Belle' de escalada están todavía presentes en los catálogos.
Híbridos de Rosa wichuraiana y de Rosa luciae
Estos son los rosales de escalada muy vigorosos con hojas brillantes, 'American Pillar' con ramos de flores rojas simples de mayo a julio, obtención de  Van Fleet en 1902 (Rosa wichuraiana × Rosa serigera), 'Débutante' con flores de color rosa dobles, estriadas, obtenido por Walsh en 1902 (Rosa wichuraiana × 'Baronne Rotschild'), 'Dr W.van Fleet', del que desciende 'New Dawn' que así mismo es remontante, 'Evangeline' con grandes flores blancas salpicadas de color rosa, 'Lady Gay', 'Lady Godiva', 'Merveille de la Brie' que han quedado un poco en el olvido y apenas son cultivadas debido a que son muy susceptibles a las enfermedades, 'Dorothy Perkins', 'White Dorothy Perkins' y 'Excelsa' ( 'Dorothy Perkins' roja).
Los híbridos de Rosa luciae eran muy numerosos y los más conocidos, 'Albéric Barbier' con flores blancas muy dobles de color marfil en cuartos que proceden de botones de color amarillo, 'Albertine' con flores semidobles de color rosa salmón, amantes de la sombra parcial, 'Henri Barruet', 'René André', 'Léontine Gervais' con colores que van del amarillo al cobre, también obtenido por Barbier, así como 'Alexandre Girault' y 'Paul Noël', rosal con rosas de cabeza caída perfumadas obtenido por Tanne  en 1913
'Gardenia' rosal vigoroso con hojas brillantes, con flores dobles blancas crema y 'May Queen' rosal escalador con floración muy abundante de flores dobles de color rosa lila en cuartos, son híbridos de Rosa wichuraiana o de Rosa luciae obtenidos en Estados-Unidos por Manda

Hibridos de Rosa luciae
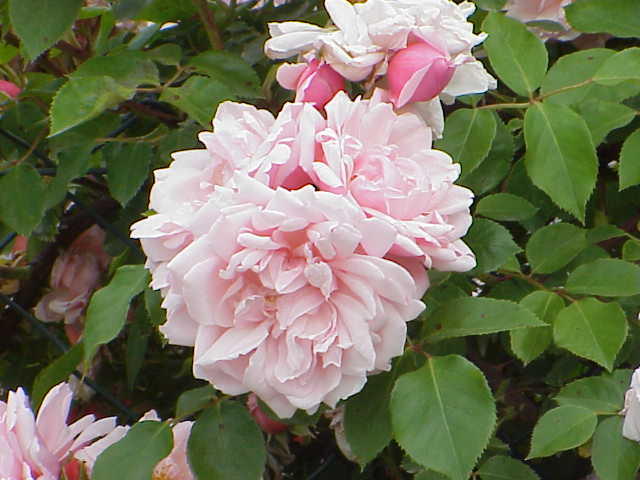
'Albertine'
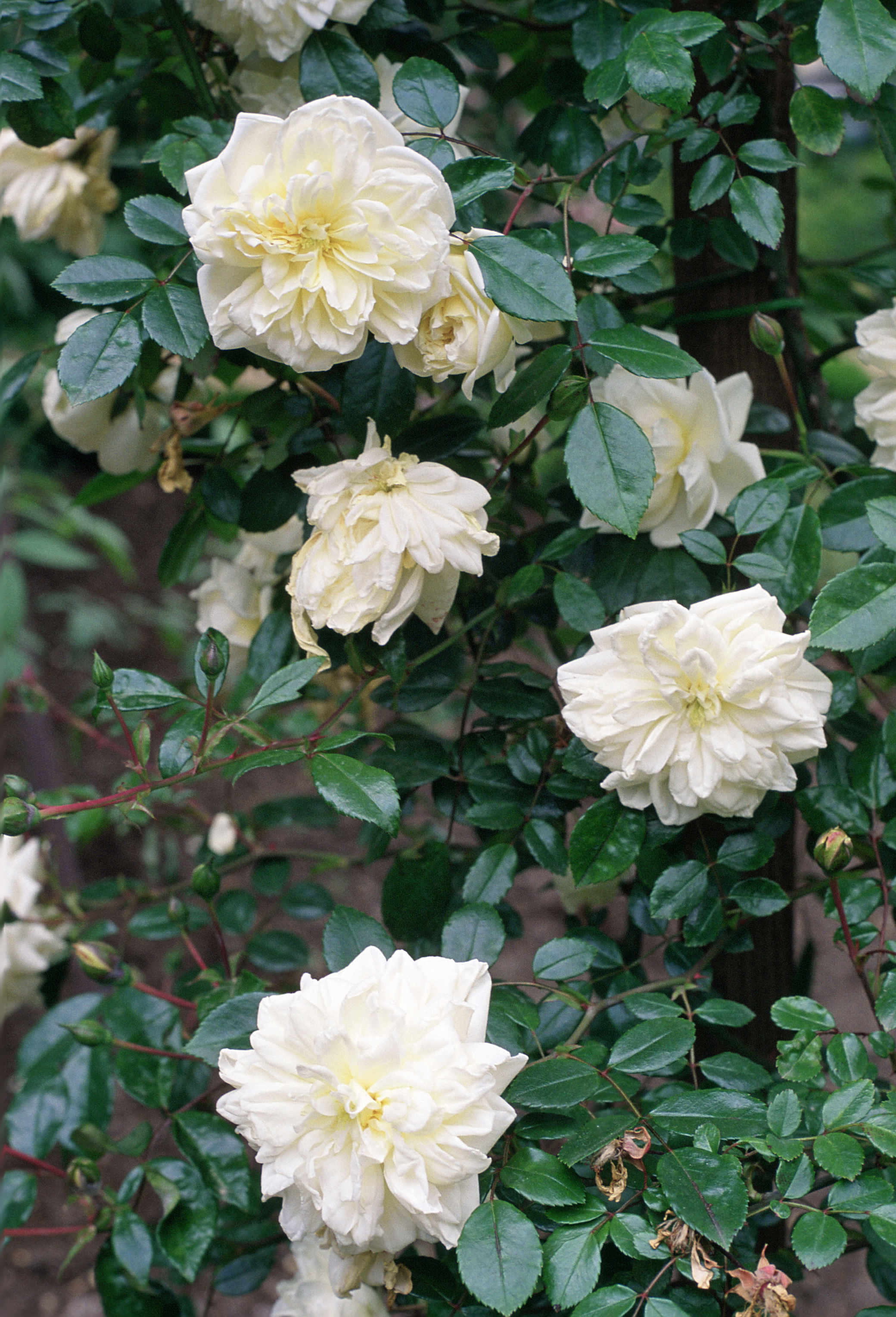
'Albéric Barbier'
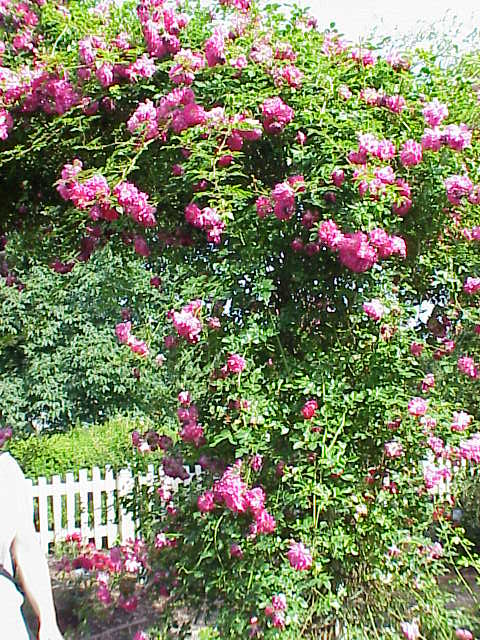
'Alexandre Girault'
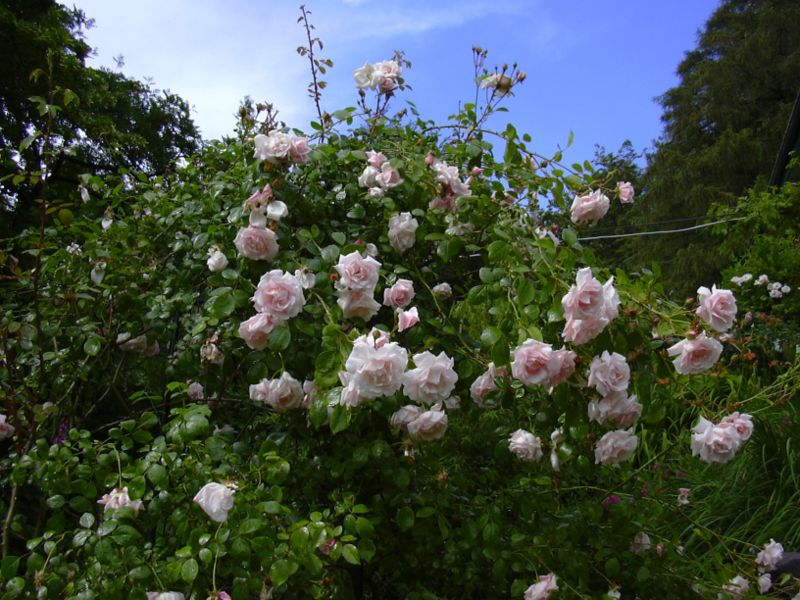
'New Dawn'

Rosales Noisette
Es a partir de 'Champney's Pink Rose', hibridación de Rosa moschata × 'Old Blush', con una floración no remontante y grandes flores de color rosa que nacen de siembra y de hibridación. Las rosas Noisette, son rosas vigorosas, casi sin espinas, con fragantes flores en ramos de floración remontante. Estos son 'Blush Noisette' obtenido mediante siembra por Louis Noisette y 'Aimée Vibert' o 'Bouquet de mariée' (Champney's Pink Cluster × híbrido de Rosa sempervirens, Vibert, 1828), con pequeñas flores blancas muy dobles que se presentan en ramos.
'Jaune Desprez', obtenida por Desprez en 1830 es el primer té-Noisette, un escalador que alcanza una altura de 7 metros flores de color amarillo pálido teñidas de albaricoque. Se trata de un híbrido de Rosa odorata de flores amarillas con Blush Noisette. La Rosa 'Gloire de Dijon' de color amarillo marfil, con grandes flores en forma de copa, es un híbrido de 'Jaune Desprez' obtenido por Jacotot en 1853.
Rosa 'Mme Alfred Carrière', obtenido por Schwartz en 1879, considerada por algunos rosalistas como la rosa más bella en su forma y color blanco rosado, la abundancia, la duración de la floración y su fragancia, que en espalderas alcanza los 5 metros y 'Rêve d'Or’ amarillo pálido, muy floríferas que aún están siendo cultivadas.

Híbridos de Rosa Noisette
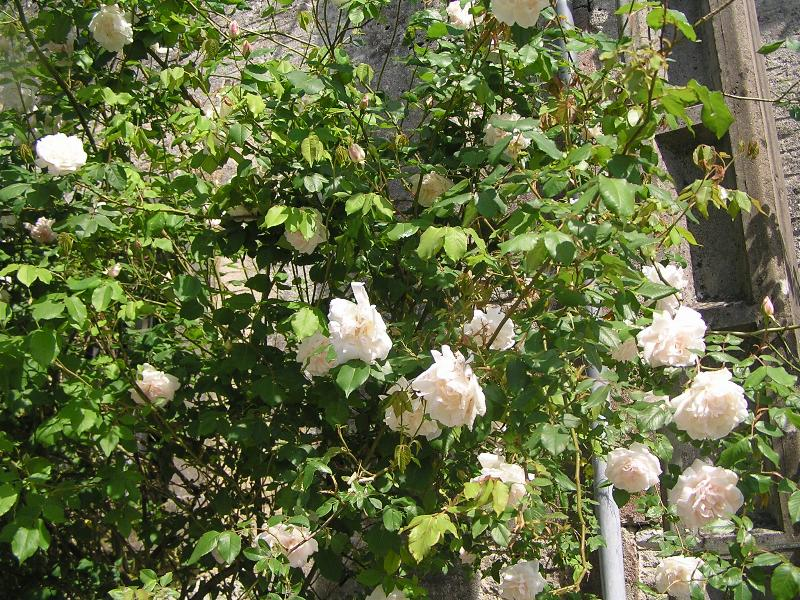
'Mme Alfred Carrière'
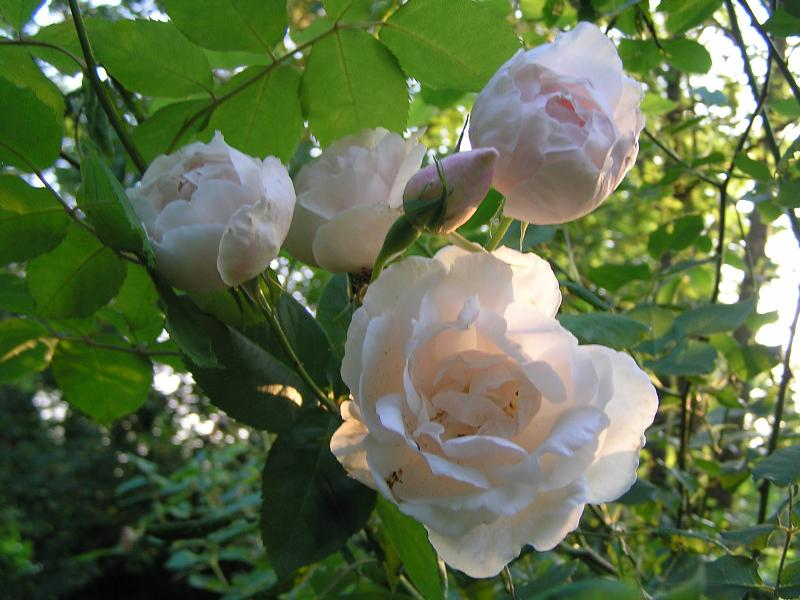
flor en primer plano

Otros descendientes de chinensis
Climb 'Pompon de Paris', con flores de color rosa oscuro, es una desporte en escalada de 'Pompon de Paris' así mismo derivado de Rosa chinensis 'mínima'.
Los híbridos de Rosa gigantea son todos escaladores. Son aún cultivados 'Belle Portugaise' y  'Sénateur Lafolette', estos dos de más de 5 metros con grandes flores salmón.
Los 'rosales Té', o rosales con olor de té son el resultado del cruzamiento entre un Rosa ×odorata y un rosal Bourbon (Rosa chinensis × Rosa gallica o Rosa x damascena 'semperflorens' o un rosal  Noisette (Rosa moschata × 'Old Blush'). Estos frecuentemente son un desporte "escalador" « climbing », mutación espontánea, denominados "desportes" « sports » y seleccionados por los rosalistas ya que por lo general conserva las características de floración que se buscaron en la variedad original.
Es el caso de 'Climb.Devoniensis'’, (Parvitt Curtis 1858), 'Climb.Lady Hillingdon' (Hicks 1917), de una gran floración continua amarilla
climb ‘Marie van Houtte’, (en 1936), flores muy dobles, de color amarillo tirando a marfil, 'Climb Niphetos', 'Climb Papa Gontier' (Chevrier 1904), con flores semidobles de color rosa, mientras que 'Souvenir de Mme Léonie Viennot' es un escalador en su forma original.
'Climb Cécile Brunner' que es un desporte de escalada de este rosal té-poliantha.
Híbridos remontantes
Estos provienen de cruzar las rosas de té, ya sea con las gallicas, o con las de Damasco, ya sea centifolia, o Bourbon, ya sean del cruce de híbridos remontantes entre ellos y solo uno es un rosal escalador : 'Albert La Blotais'.

## Rosales trepadores modernos
Híbridos de té
Los primeros rosales modernos son los híbridos de Té y el primero, 'La France' con un desporte trepador, 'Climb La France' en 1893. Pero así mismo hay trepadores originales de híbrido de té, tal como 'Cupid', 'Paul's Lemon Pilar', 'Reine Marie-Henriette', 'Souvenir de Claudius Denoyel', y las formas trepadoras de 'Caroline Testout', 'Château de Clos-Vougeot', 'Ophelia', 'Mme Abel Châtenay', 'Sombreuil', 'Sunburst', 'Madame A. Meilland', 'Papa Meilland', así como 'Paul's Scarlet Climber'. Estos rosales trepadores con flores grandes son casi sin perfume. Siempre se puede encontrar más de 20 rosas híbridas de té trepadores en los catálogos de cualquier vivero,

Híbridos de té
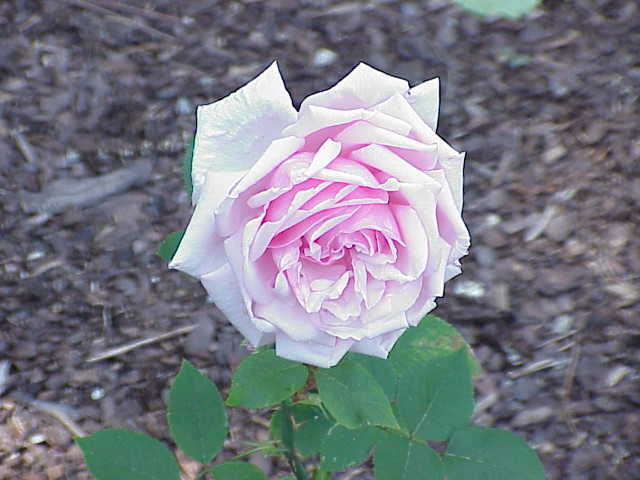
'La France'
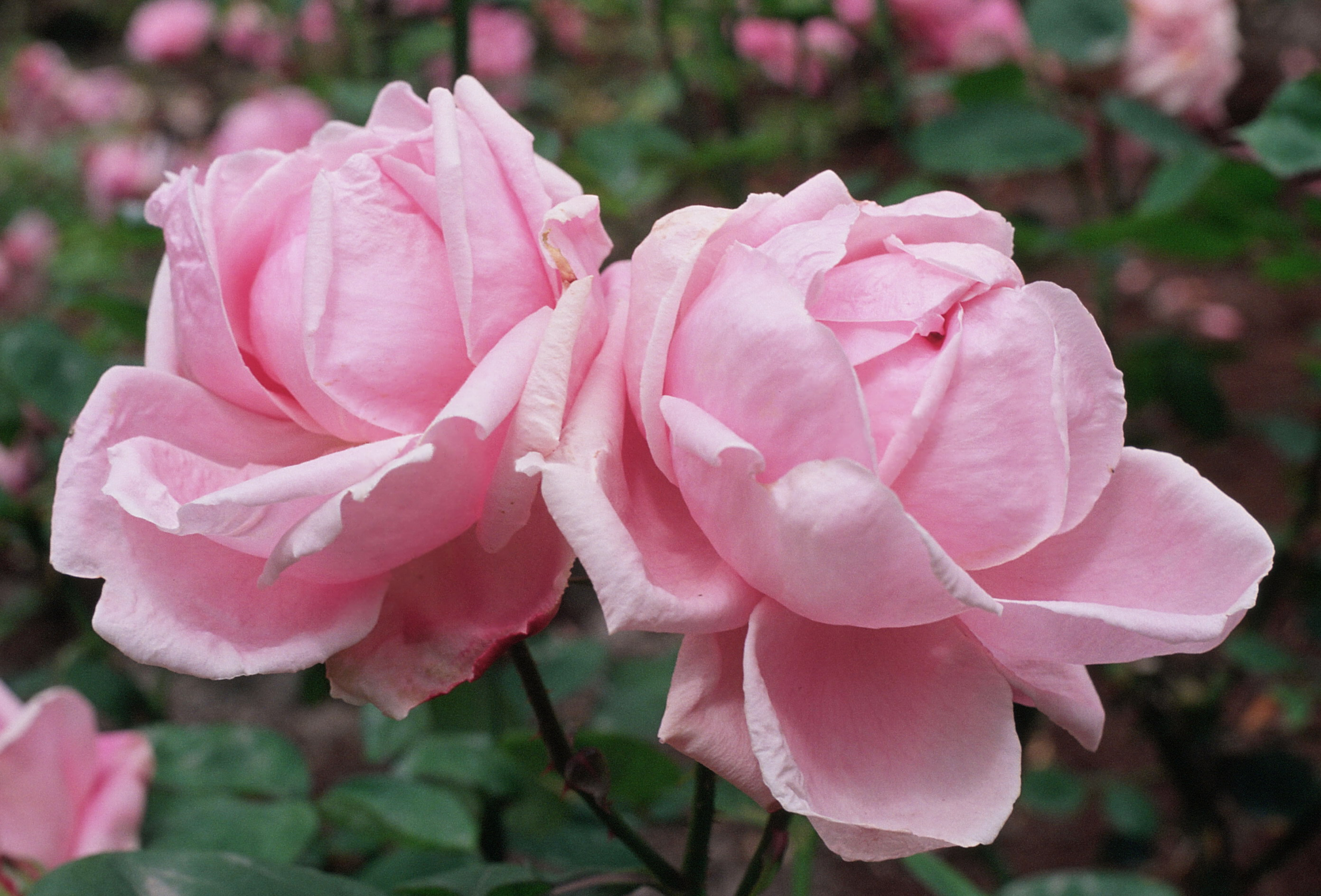
'Mme Caroline Testout'
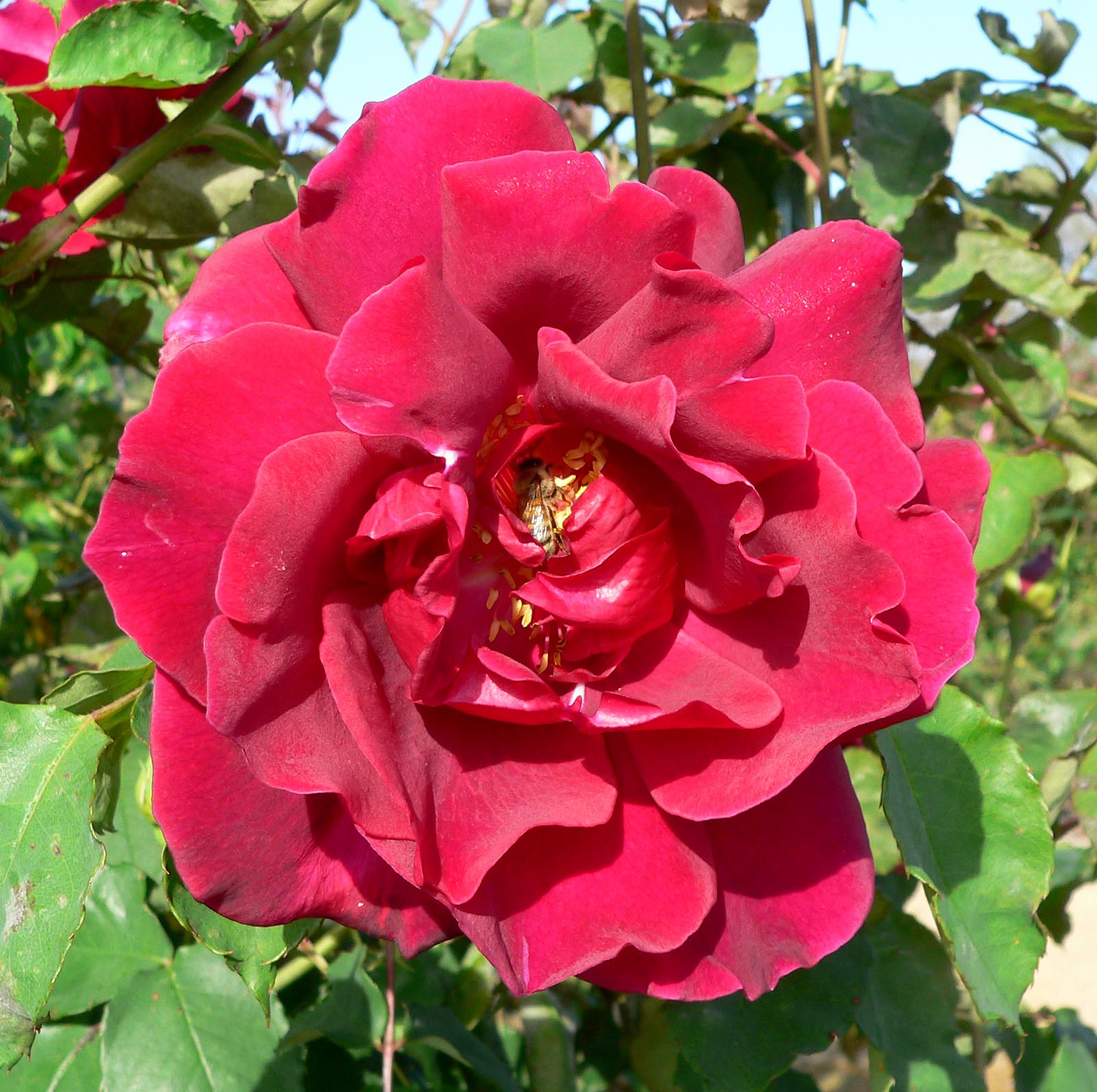
'Étoile de Hollande'
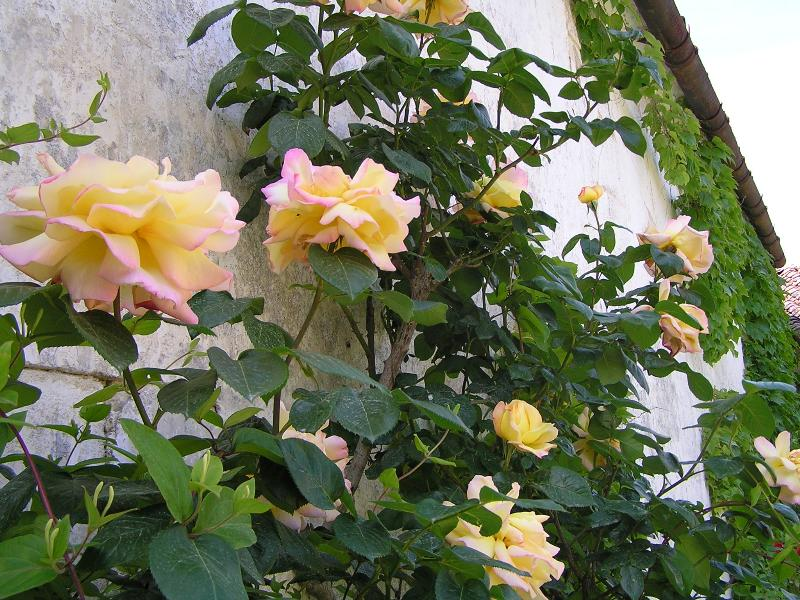
'Mme A. Meilland' trepador

híbridos modernos
Una nueva generación es el de los rosales trepadores con grandes flores fragantes, 'Centenaire de Lourdes', 'Nahema', ‘'Pierre de Ronsard', 'Palais Royal', 'Tabarly', 'Papi Delbard', 'Nahema', 'Parure d'or', 'Rose céleste'.
Los híbridos modernos su extremadamente numerosos y diversos, todas las nuevas variedades de rosales trepadores con grandes flores. Algunos reencuentran las antiguas formas como 'Alchimist'.
rosales con flores agrupadas
Los híbridos de rosales multiflora forman todos un conjunto de rosales con flores agrupadas con ejemplares trepadores por ejemplo, 'Chevy Chase' rojas, 'Domaine de Courson' y 'Marietta Silva Tarouca' rosas, 'Dentelle de Bruges', y 'Thalia' blancas, 'Violette'.

Rosales con flores en grupos
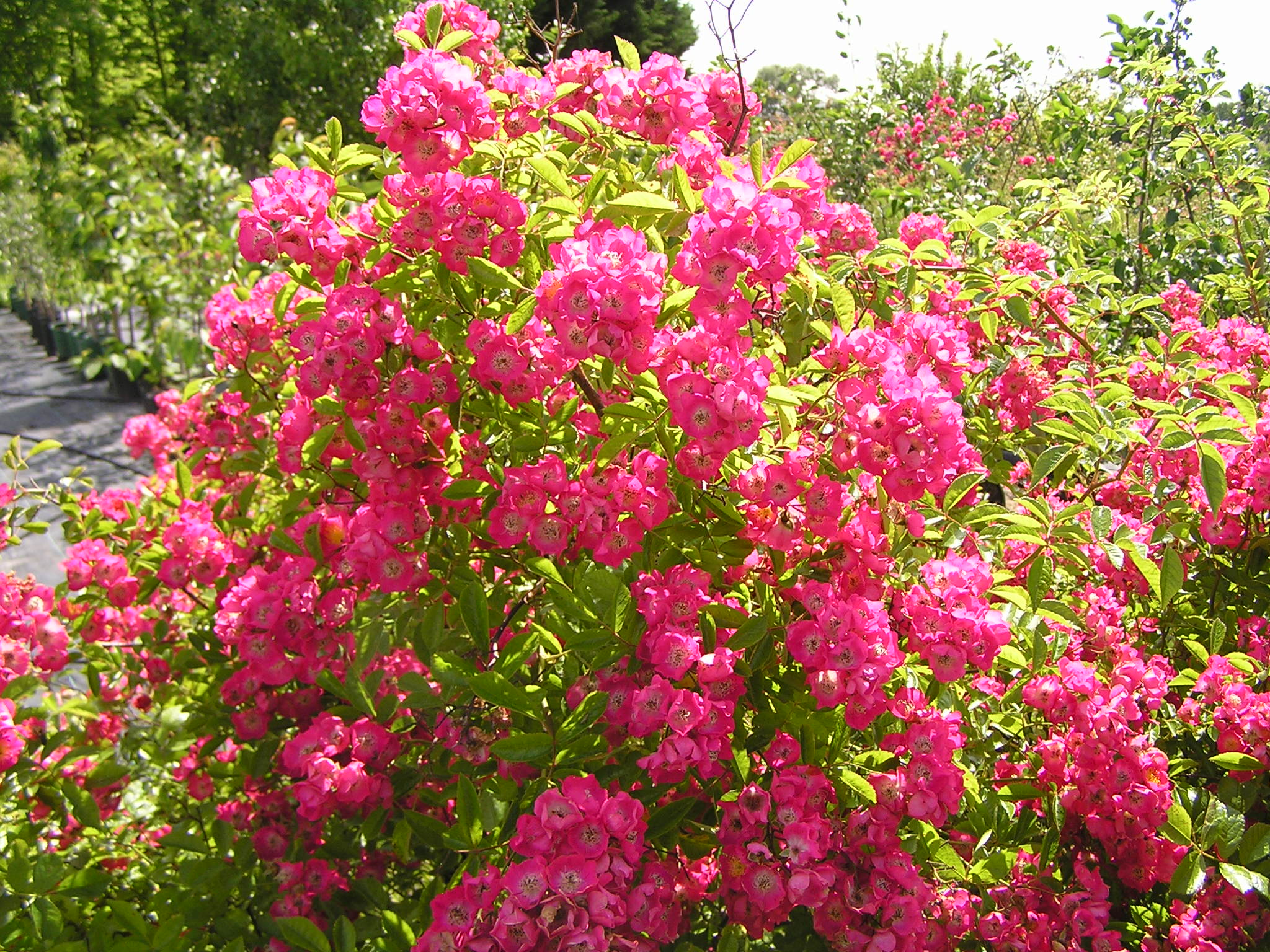
'Maria Lisa'
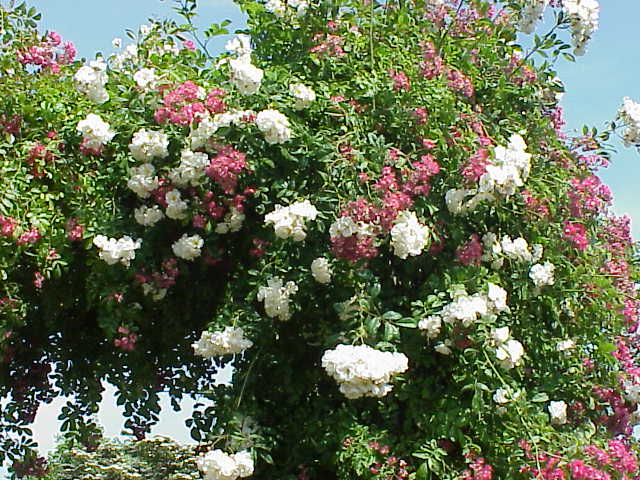
grupo con 'Maria Lisa'
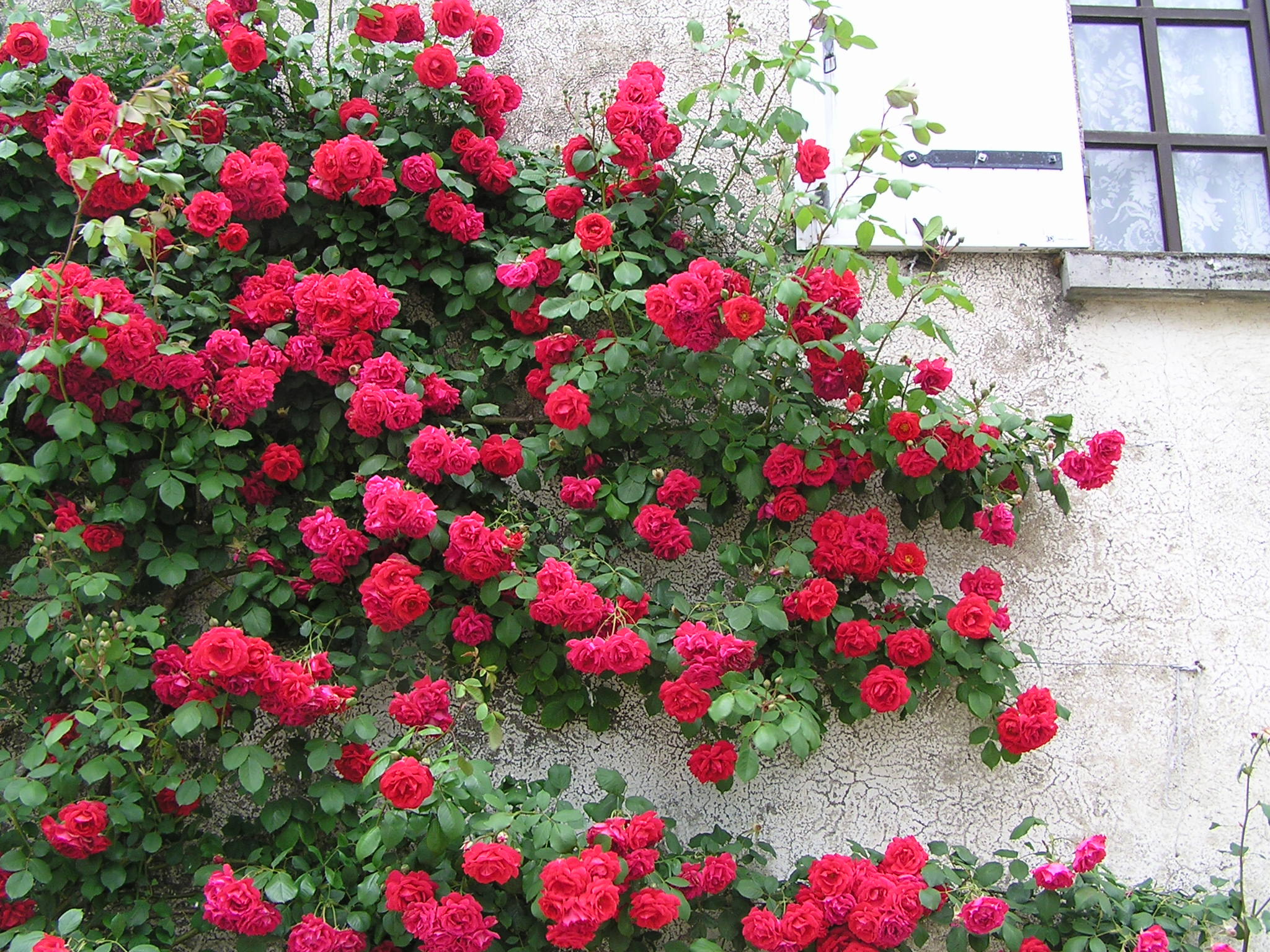
híbrido de multiflora rojo

Rosales ingleses
Los Rosales ingleses como tal no son reconocidos por las clasificaciones, pero se clasifican bajo este nombre por los cultivadores de rosas. Combinan el carácter remontante y resistente de las rosas modernas con aroma y la forma de las flores antiguas. Los rosales ingleses tienen muchas variedades de trepadores: el catálogo virtual de David Austin alberga unos 20 en su página con sus fotos y sus descripciones, de los blancos  'Claire Austin Climbing', 'Snow Goose' de amarillos, 'The Pilgrim Climbing', 'St. Alban Climbing', 'Malvern Hills', 'Graham Thomas Climbing', de los rojos 'Fallsfatt Climbing', 'Tess of the Dubervilles Climbing' y los muchos tonos de color rosa, desde los más claros a los más oscuros, de 'The Generous Gardner Climbing', 'Spirit of Freedom Climbing' a 'William Morris Climbing'.

Rosales ingleses
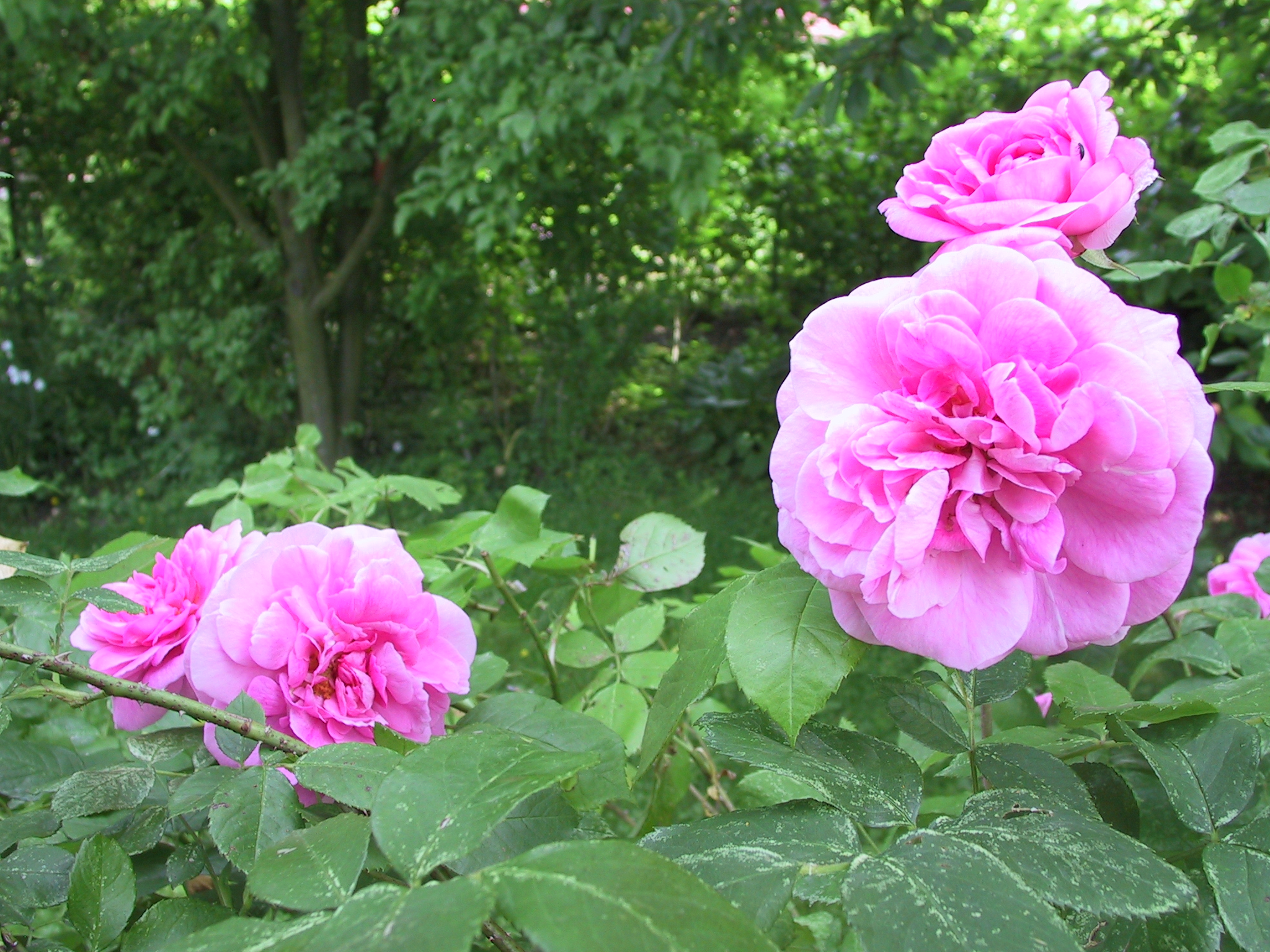
'Gertrude Jeckyl'
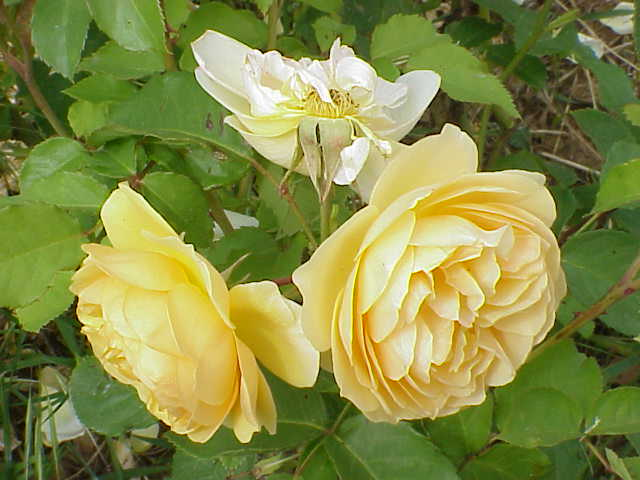
'Graham Thomas', David Austin 1983

Rosales lianas
Los rosalistas también explotan las características de algunas especies, incluyendo Rosa multiflora  y Rosa wichuraiana, para crear rosas híbridas lianas que pueden ser de hasta 10 metros de altura, pero por lo general no repiten la floración (no remontancia) como ‘Kew Rambler’, ''American Pillar'' carmín, o ‘Kiftsgate’ blanco. Algunos tienen una floración muy prolongada : ‘GP Cocktail’ o son remontantes como ‘Guirlande fleurie’ o ‘Mme Solvay’ roja,

Rosales lianas
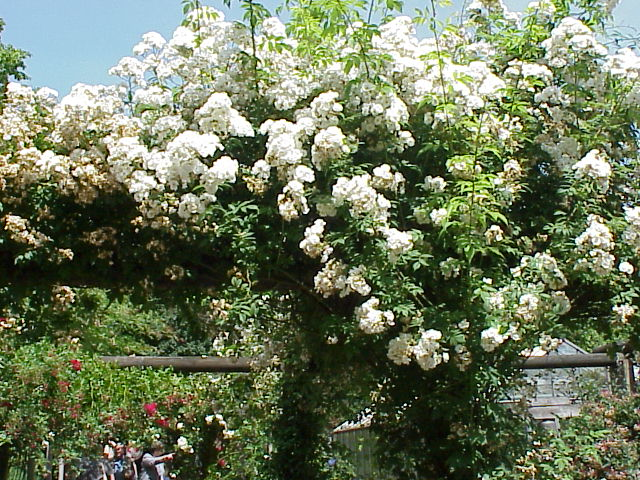
‘Rambling Rector’ multiflora liana no remontante
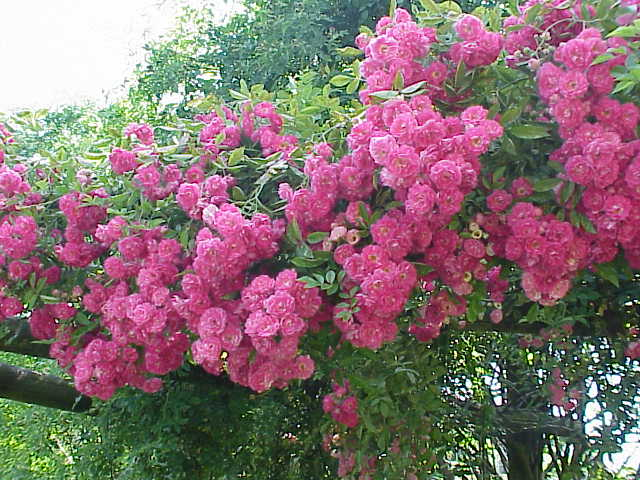
‘Marie Gouchault’
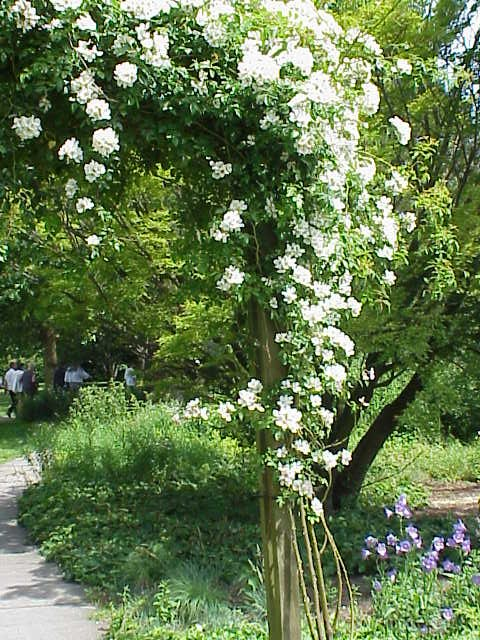
‘Weeding day’ no remontante
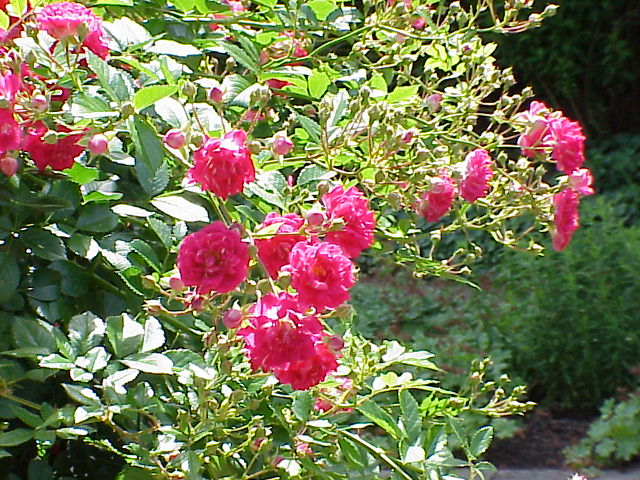
‘Super Excelsa’ mejora de 'Excelsa’

Bicolores
Los primeros rosales trepadores con las flores estriadas bicolores aparecieron en los catálogos de los rosalistas con 'Sorbet fruité', 'École de Barbizon'.

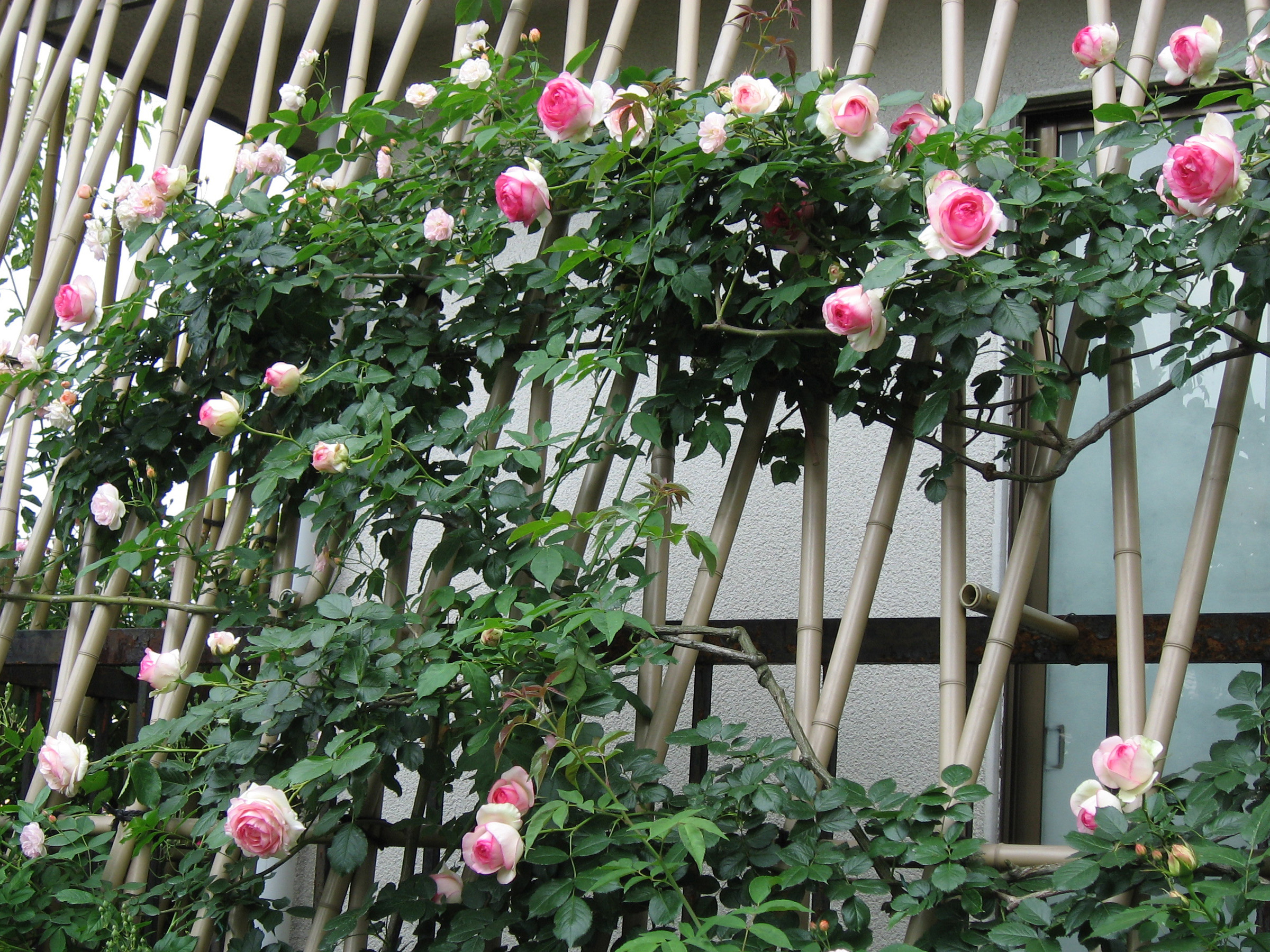
'Pierre de Ronsard'.

## Rosales trepadores galardonados
Se encuentran galardonados  como « Rosa favorita del mundo » los rosales de escalada de rosas antiguas como  'Gloire de Dijon', 'Madame Alfred Carrière', Rosa ×chinensis 'Old Blush', así como  'Souvenir de la Malmaison' y 'Cécile Brunner' que es un desporte escalada  y de los rosales modernos; escalada como 'New Dawn' en 1997, de las formas de arbusto han surgido por mutación desportes como trepador en 'Mme A. Meilland', 'Papa Meilland', 'Queen Elizabeth', 'Iceberg', 'Fragrant Cloud' y 'Pierre de Ronsard'.
Entre los rosales galardonados por la « Association des journalistes du jardin et de l'horticulture » (AJJH) se encuentran pocos trepadores  solamente 'Violette parfumée' y 'Climbing La Sevillana' un desporte de 'La Sevillana' arbusto.
'Fourth of July' de Tom Carruth es un trepador que así mismo está galardonado.